# Hurtigruten

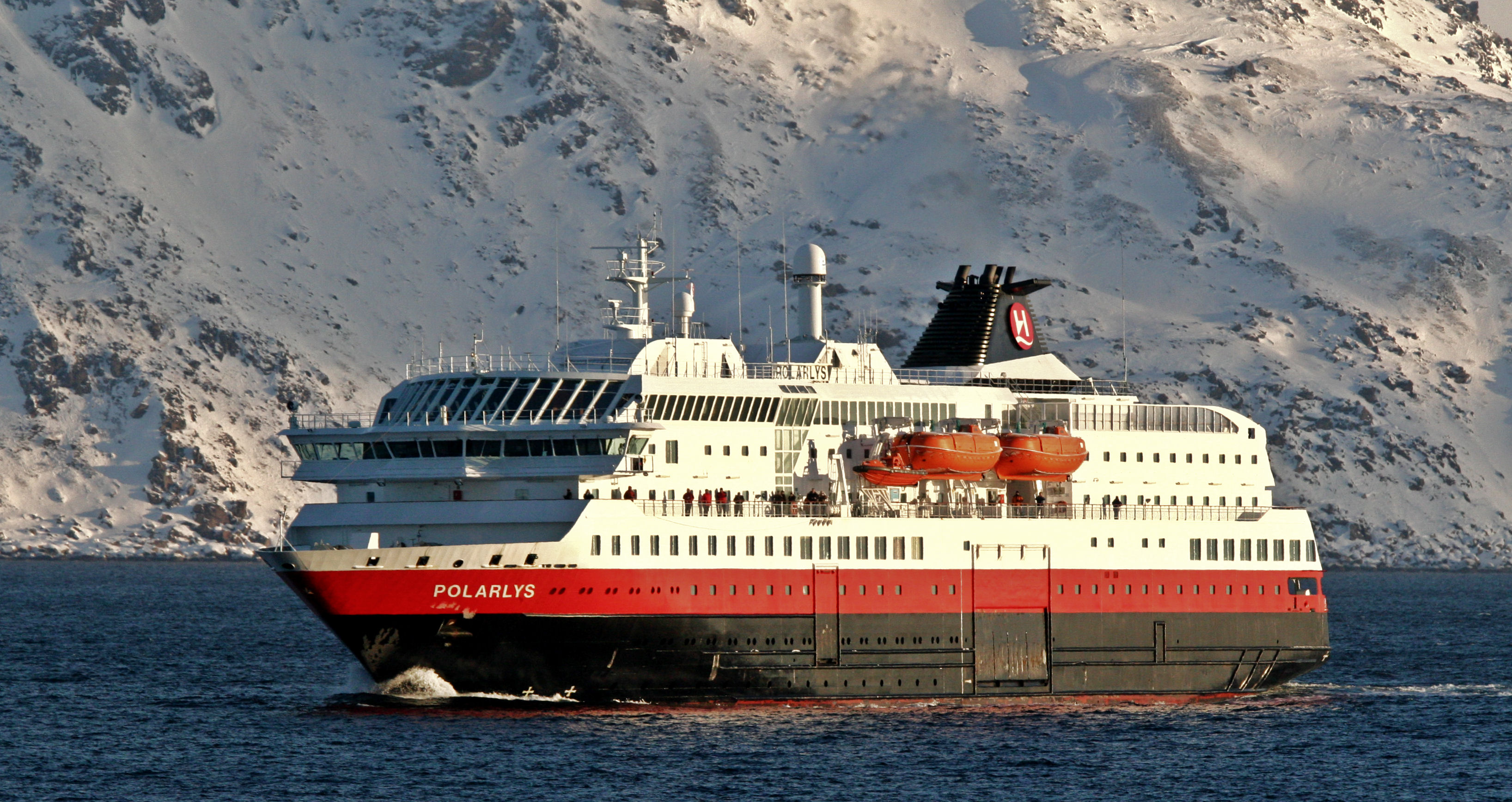
M/S Polarlys, jedna z lodí nové generace ve flotile Hurtigrutenu.

Hurtigruten (v českém překladu Rychlá cesta, v angličtině někdy nazýván Norwegian Coastal Express) je označení pro systém rozvozu pošty loděmi podél dva tisíce sedm set kilometrů dlouhého západního norského pobřeží, který byl spuštěn v roce 1893. V současnosti jsou lodě Hurtigrutenu plující mezi městy Bergen a Kirkenes určeny k převozu nákladu, pasažérů na krátké vzdálenosti i pro výletní plavby. V létě je jejich jízdní řád obohacen o návštěvy Trollfjordu a Geirangerfjordu. Hurtigruten je v současnosti kromě prostředku pro dopravu zboží podél pobřeží i populární turistickou atrakcí.

## Historie

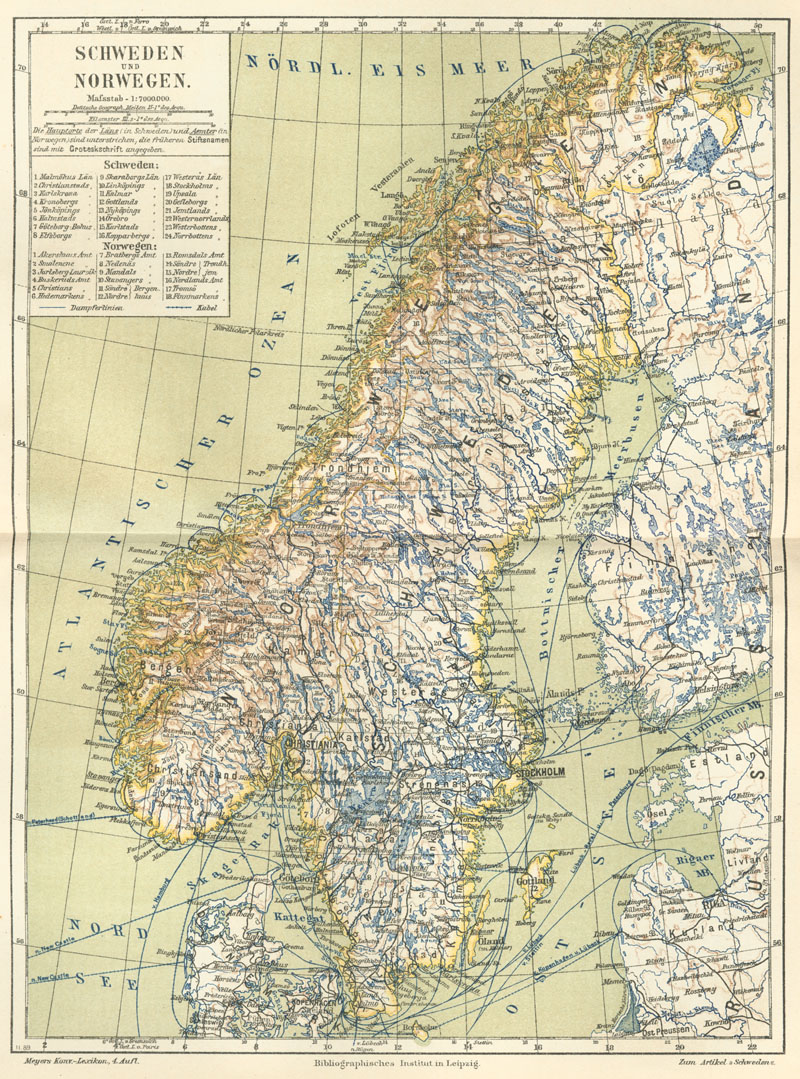
Lodní spojení podél norského pobřeží, mapa z roku cca 1888.

Pro pochopení významu a nutnosti propojit místa na norském pobřeží nám pomůže pohled na norskou geografii. Dnešní Norsko má na délku po severo-jižní ose asi 2650 kilometrů. Od nepaměti mírné klima pozitivně ovlivňovalo především jižní část země, která dominovala jak v počtu obyvatel, tak i v hospodářském vlivu. Sídlům a obcím na severu země, která žila z rybolovu ve vodách bohatých na ryby okolo Lofot, Vesterál a v Severním moři, chyběl vhodný způsob k přepravě ulovených ryb, ale také k zásobování základním zbožím a výrobky, které nebyla žádná z obcí schopna vyprodukovat.
Od začátku devatenáctého století začalo být realizováno spojení mezi Bergenem, obchodím centrem země, a periferními Lofotami, avšak jen příležitostně. Zejména během dlouhých zim byl sever země prakticky izolován od zbytku světa. Norský stát si byl vědom rozdílů mezi centrálními a periferními oblastmi a hledal způsob, jak zlepšit dopravní spojení se severem. V roce 1875 byl vypracován první plán pravidelného státem dotovaného spojení měst Bergen a Stavanger na jihu země s velkými obcemi na severu Norska prostřednictvím malých obchodních lodí.

### Začátky

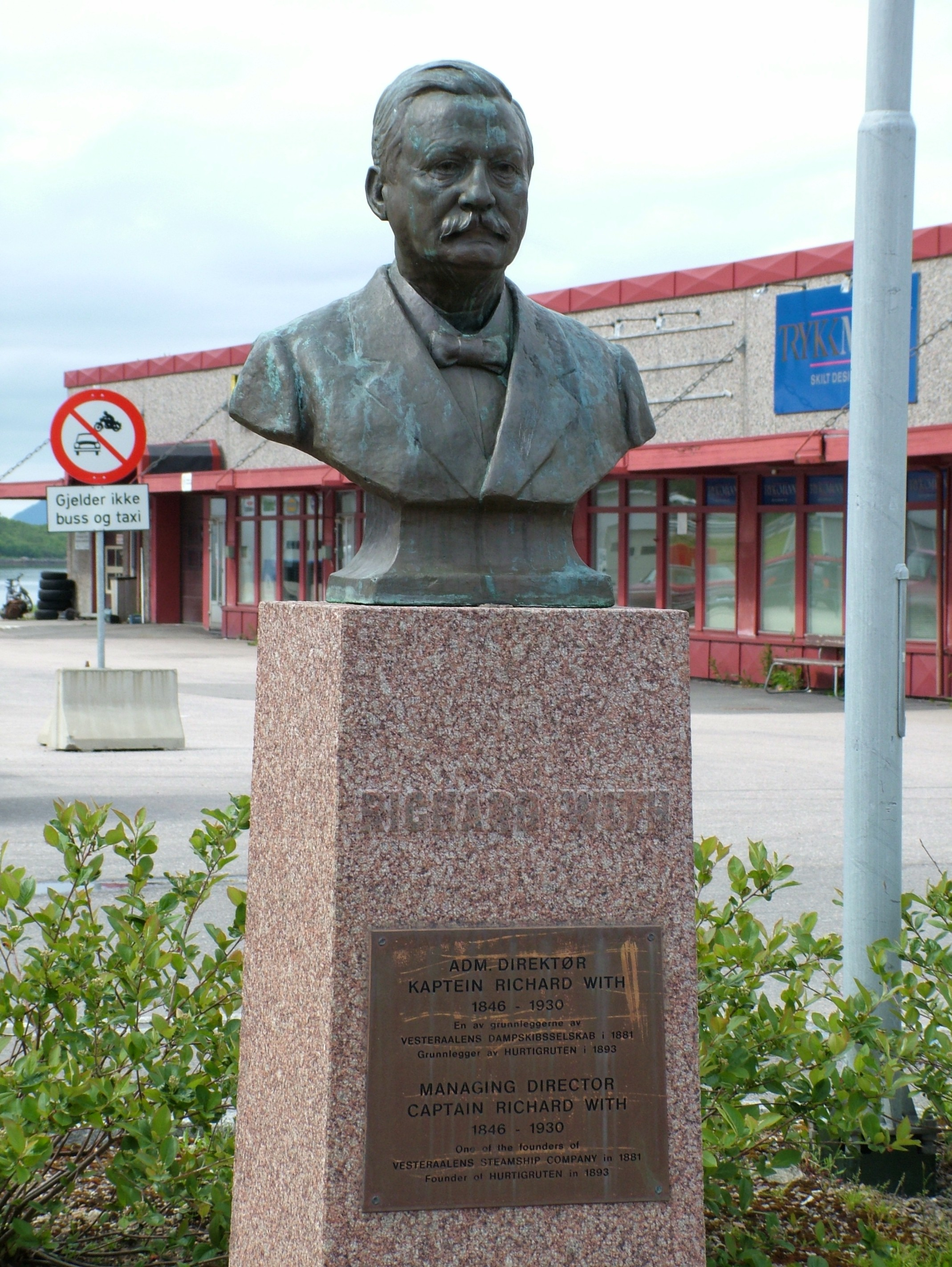
Socha kapitána Richarda Witha.

Hurtigruten byl původně soukromým rejdařstvím Vesteraalens Dampskibsselskap a první spojení mezi Trondheimem a Hammerfestem začal realizovat v roce 1893. První pravidelné a především celoroční poštovní spojení mezi jihem a severem země se uskutečnilo díky nasazení zkušeného kapitána Richarda Witha. Společně s lodivodem Andreasem Holtem od roku 1882 pečlivě přemýšlel nad možnostmi provedení lodi norskými pobřežními vodami. Jako první si troufl plavit se na trase do Hammerfestu v noci a v temných zimních měsících, což byla podmínka pro zisk státních dotací, bez kterých by doprava pošty na sever nebyla rentabilní.

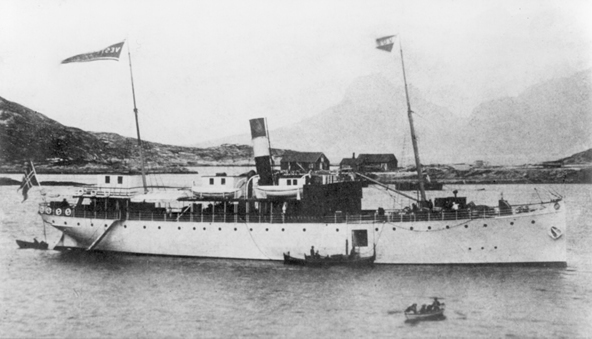
Loď D/S Vesteraalen.

V letech 1889 a 1890 byl uznávaným kapitánem Augustem Kriegsmannem Granem z pověření ministerstva vnitra vypracován plán celoročního provozu podél celého západního pobřeží. Ten 18. dubna 1891 vyústil ve vypsání tendru na lodní spojení. O dva roky později, 2. července 1893, podnikla loď D/S Vesteraalen pod velením kapitána Richarda Witha cestu z Trondheimu do Hammerfestu. Při této první cestě, která trvala 67 hodin, navštívila Withova loď celkem devět obcí: Rørvik, Brønnøysund, Sandnessjøen, Bodø, Svolvær, Lødingen, Harstad, Tromsø a Skjervøy.
Následovaly dvě další linky Hurtigrutenu, takže na přelomu století existovaly celkem tři lodní poštovní linky. První vedla z Trondheimu do Hammerfestu, druhá z Bergenu do Hammerfestu a třetí z Hammerfestu dále na sever, do Vadsø. Ta byla v roce 1908 prodloužena až do města Kirkenes, které je konečnou Hurtigrutenu dodnes. Lodě na těchto linkách byly v té době vypravovány dvakrát týdně, jak v létě, tak i v zimě.
Díky lodnímu spojení se zásadně změnily životní podmínky v izolovaných oblastech na severu země. Hurtigruten formoval a sjednocoval zemi. Obtížné pozemní cestě přes členitý norský terén se nyní bylo možno vyhnout. V roce 1898 byla jižní část linky prodloužena z Bergenu až do Stavangeru, avšak již v roce 1919 byly v hustě zalidněné jižní části země vybudovány silnice a železnice do té míry, že doprava pošty lodí byla zrušena. Od té doby dodnes je Bergen nejjižnějším bodem na trase Hurtigrutenu.
V létě 1922 byla slavnostně otevřena Risøyrenna, úzká námořní cesta mezi vesterálskými obcemi Sortland a Risøyhamn. Tato cesta je součástí trasy Hurtigrutenu dodnes. Od 1. června 1936 byly tři původní trasy nahrazeny jednou vedoucí z Bergenu až do Kirkenes. Díky čtrnácti lodím ze šesti rejdařství bylo zajištěno pravidelné denní spojení.

### Druhá světová válka a poválečné období
Během obou světových válek a především během druhé, kdy byla za okupace Norska zpustošena řada obcí na severu, bylo z větší části nemožné naplňovat primární úkol Hurtigrutenu a to dopravu pošty. Proto byly lodě Hurtigrutenu nasazeny na pobřežní dopravu a převoz vojáků a ojediněle byl zachován jejich původní účel. V období let 1940 až 1945 došlo k největšímu množství nehod a potopení lodí Hurtigrutenu. Nadále bylo částečně zachováno základní zásobování obcí na severu země, když rejdařství nasadila místo původních, buď zabavených, či potopených lodí, malé nákladní či rybářské lodě.

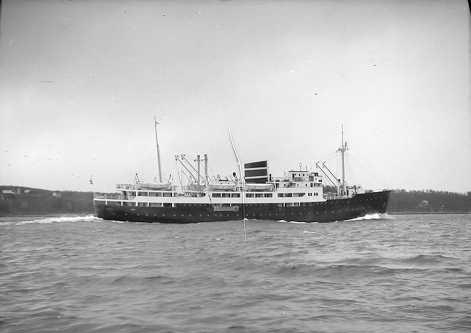
MS Erling Jarl, nasazený do služby v roce 1949.

Po skončení druhé světové války byly ze čtrnácti původních lodí schopny provozu jen tři. Díky státem podporovanému programu obnovy loďtsva bylo od roku 1950 obnoveno pravidelné denní spojení mezi Trondheimem a Hammerfestem. Do roku 1956 bylo do služby zařazeno deset nových lodí a mohlo tak být v plném rozsahu obnoveno pravidelné spojení.
Zatímco v počátcích Hurtigrutenu byly používány běžné parní lodě, tato konstrukční řada byla vyvinuta speciálně pro nasazení na lince Hurtigrutenu. Každá další generace lodí Hurtigrutenu vycházela ze zkušeností s předchozími modely. Vzhled a koncept lodí by proto mezitím značně změněn, přesto šlo nadále o lodě speciálně navržené pro tento účel.

### Od 60. let do současnosti

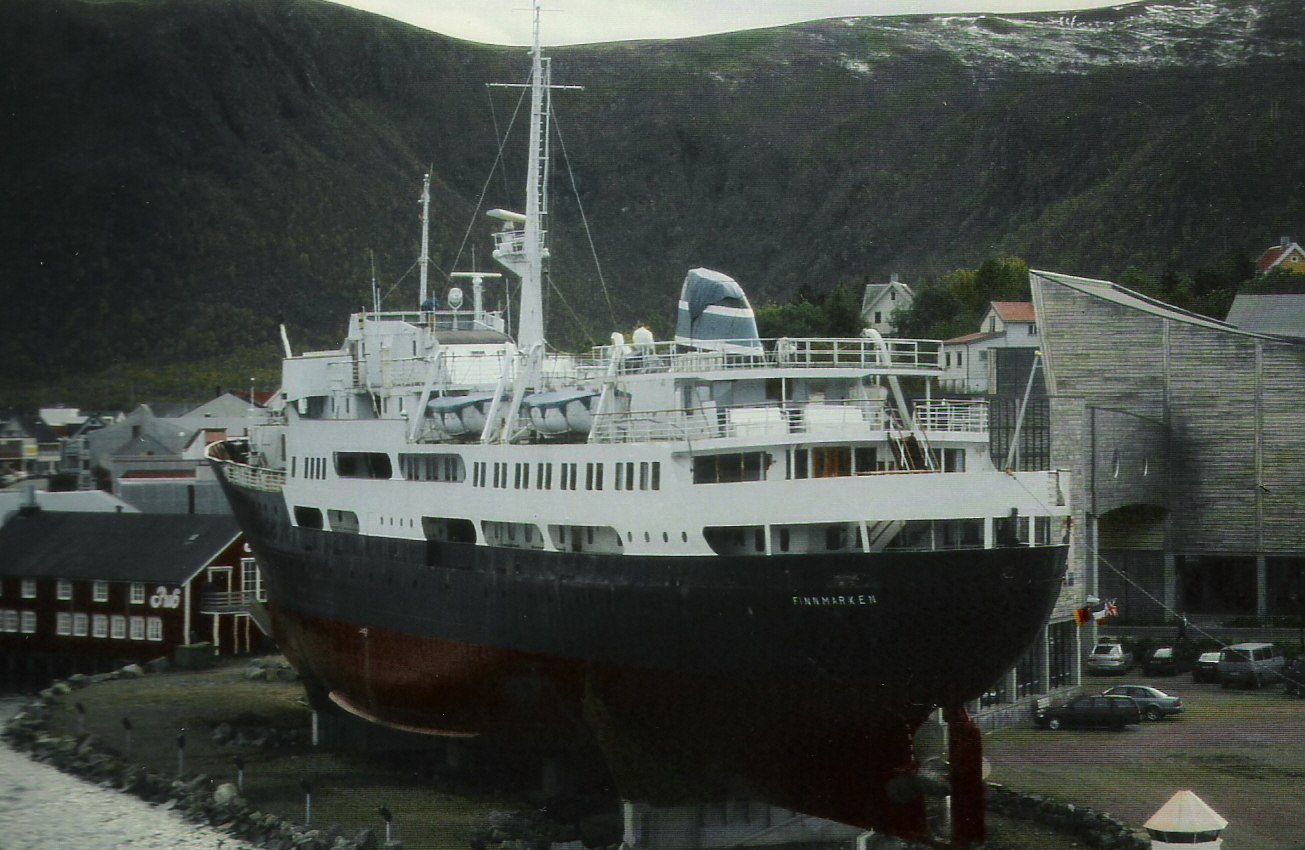
Loď MS Finnmarken z roku 1956 je součástí musea Hurtigrutenu.

Do konce 70. let byl Hurtigruten především v zimě pro některé obce jediným způsobem zásobování a byl proto státem výrazně dotován. Díky rozšiřování silniční sítě a lepší dostupnosti letišť začal Hurtigruten ztrácet svůj hospodářský význam a větší roli pro něj začala hrát turistika. Přesto i nadále přepravují lodě Hurtigrutenu zboží a pasažéry mezi jednotlivými přístavy.
S výstavbou lodí nové, prostřední generace v 80. letech 20. století došlo díky zavedení principu RoRo k racionalizaci přepravy nákladu. Prostoj mezi připlutím a odplutím lodě z Bergenu tak byl snížen ze dne a půl na osm hodin. Díky této změně bylo pro zachování denního provozu potřeba jen jedenáct místo čtrnácti lodí.
Jelikož norský stát omezil od 90. let 20. století dotování Hurtigrutenu pouze na zimní část roku, snaží se rejdařství nasazením moderních a komfortnějších lodí nalákat větší množství zahraničních turistů a zvyšováním jejich počtu kompenzovat ztráty dotací. V zimním období je ovšem vytížení lodí tak malé, že se Hurtigruten dostává do ztráty. Za účelem omezení ztrát vysílá rejdařství každou zimu dvě své největší lodě do Antarktidy na expediční mise a na pravidelné linky nasazuje lodě s podstatně omezenou posádkou. Na konci roku 2004 byl norskou vládou garantován balíček dotací ve výši 1,9 miliard norských korun (cirka 216 milionů Euro), čímž byl zajištěn provoz až do zimy 2011/12. Škrty v dotacích se po uplynutí tohoto termínu však nedají očekávat, protože denní spojení je pro Nory, především na severu země, základním symbolem vzájemného porozumění. Právě proto se nese toto spojení čestné jméno Riksvei Nr. 1 (Cesta č. 1).
Zajímavé okamžiky z historie Hurtigrutenu od jeho vzniku až po současnost nabízí muzeum Hurtigrutenu, které bylo v roce 1993 otevřeno ve Stokmarknes.

## Počty pasažérů a vybavení lodí

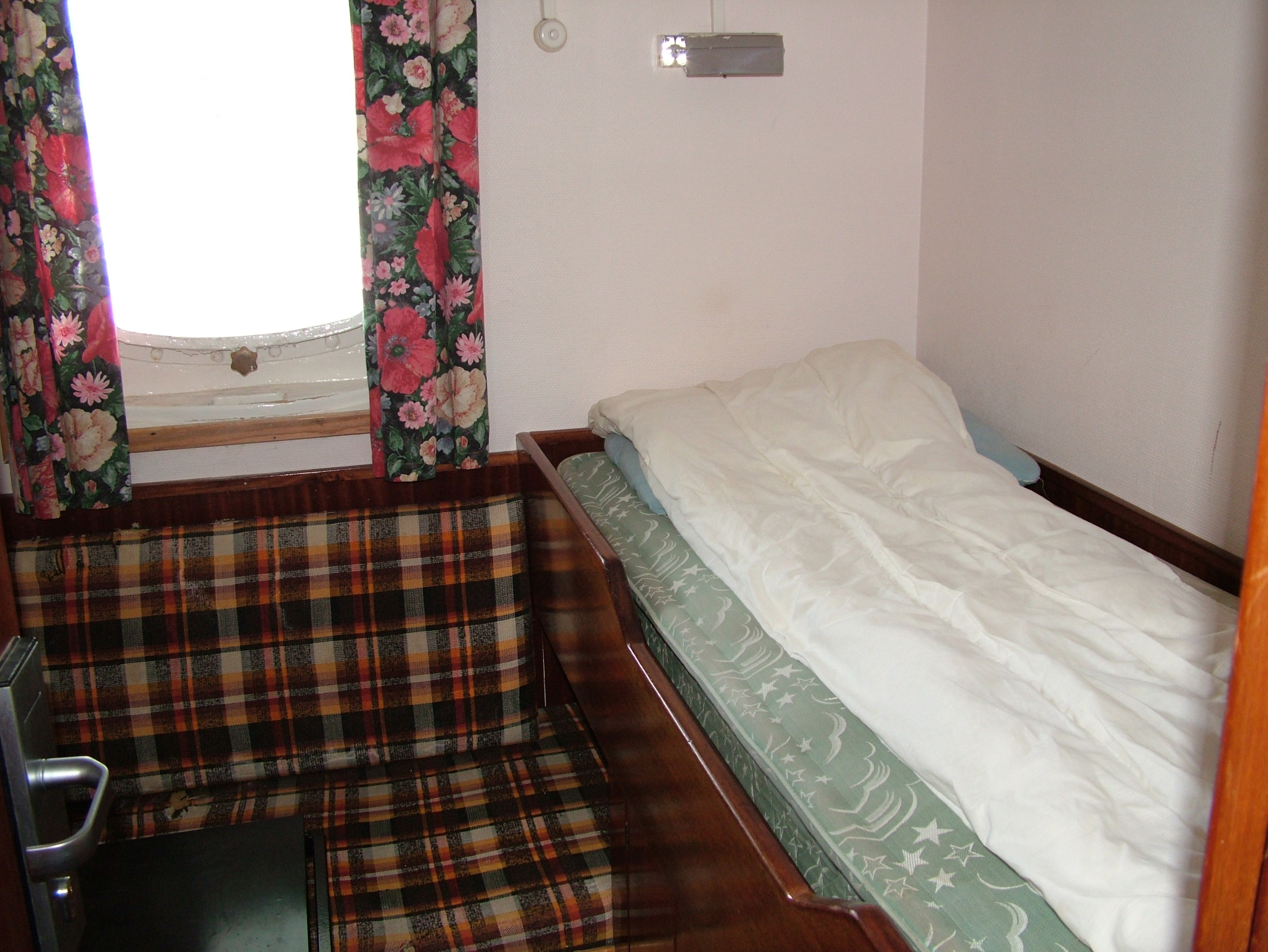
Standardní kajuta z 50. let.

Po druhé světové válce přepravovaly lodě Hurtigrutenu ročně více než 410 tisíc pasažérů. Přitom se struktura pasažérů začala značně měnit. Zatímco během 40. a 50. let tvořili většinu pasažérů lidé, kteří lodě využívali relativně pravidelně během roku pro plavby na střední a delší vzdálenosti, v současnosti jsou lodě Hurtigrutenu v letních měsících využívány především turisty pro okružní pobřežní plavby. Bez zaměření na turisty by společnost nebyla schopna pokrýt náklady na provoz lodí. Prudký rozvoj individuální dopravy a stavba nových letišť v průběhu 70. let způsobily rejdařství značné problémy. Ke konci 80. let poklesl počet pasažérů natolik, že se začalo vážně uvažovat o opuštění denní frekvence spojení. Během následné snahy reagovat na požadavky turistů, aniž by lodě ztratily charakter poštovních, došlo od začátku 90. let k opětovnému nárůstu počtu pasažérů. Mezitím se počet pasažérů ustálil na 500 až 550 tisících ročně, z nichž přibližně 70 procent tvoří turisté, kteří se vydávají na okružní plavbu.

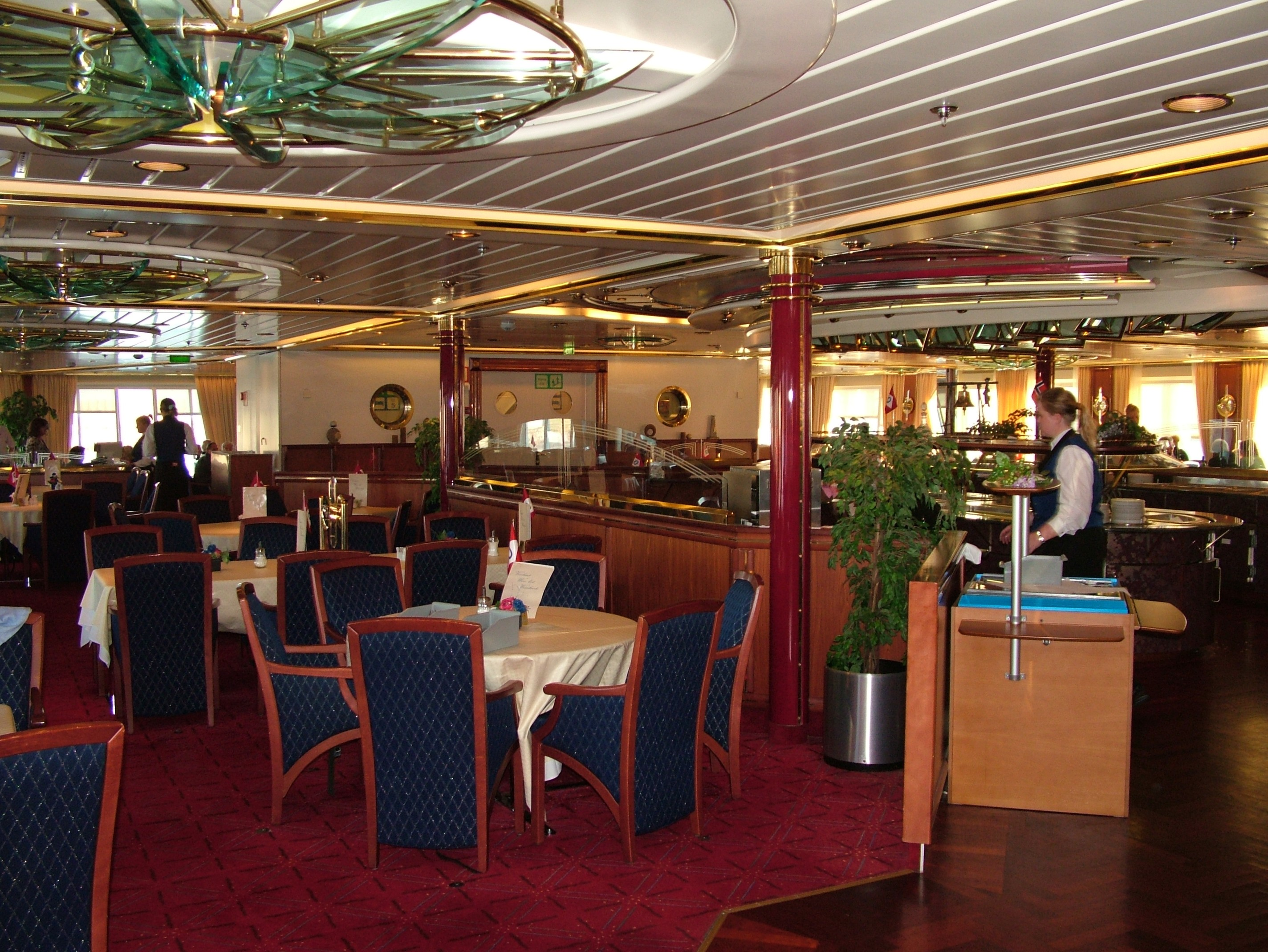
Restaurace na lodi MS Nordnorge.

Změna účelu lodí se zrcadlila v jejich dalších zřetelných změnách. Lodě postavené v 50. letech byly vybaveny ještě relativně malými a prostými kajutami s více postelemi a většinou bez vlastních toalet a k tomu měly jen jednu jídelnu a jeden bufet. Také na lodích prostřední generace se vedle již velmi pohodlných kajut nacházely také kajuty vybavené až deseti jednoduchými lehátky pro pasažéry na dálkových cestách, ale ty se již v současnosti nepoužívají.
Lodě nové generace jsou výrazně pohodlnější. Vedle relativně luxusních kajut se sprchami a toaletami se turistům vedle restaurací a kaváren nabízí též panoramatické salóny, vířivky, bary, tělocvičny a společenské místnosti. K okružním plavbám patří rovněž organizované výlety na pevninu, ale na lodích Hurtigrutenu však chybí další jinak obvyklé společenské události typické pro ostatní výletní plavby, například Kapitánova večeře či kulturní program s divadelními a hudebními vystoupeními. Na lodích Hurtigrutenu rovněž není vyžadováno formální oblečení a to ani při večeřích. Výhradně kvůli turistům jsou do letního jízdního řádu přidány Geirangerfjord a Trollfjord.
| Rok  | Počet pasažérů | Poznámka                           |
| ---- | -------------- | ---------------------------------- |
| 1946 | 376.563        |                                    |
| 1962 | 569.579        | na pasažéry doposud nejbohatší rok |
| 1972 | 509.933        |                                    |
| 1982 | 277.249        |                                    |
| 1988 | 249.947        | na pasažéry doposud nejchudší rok  |
| 1992 | 268.516        |                                    |
| 1997 | 409.594        |                                    |
| 2002 | 547.407        |                                    |

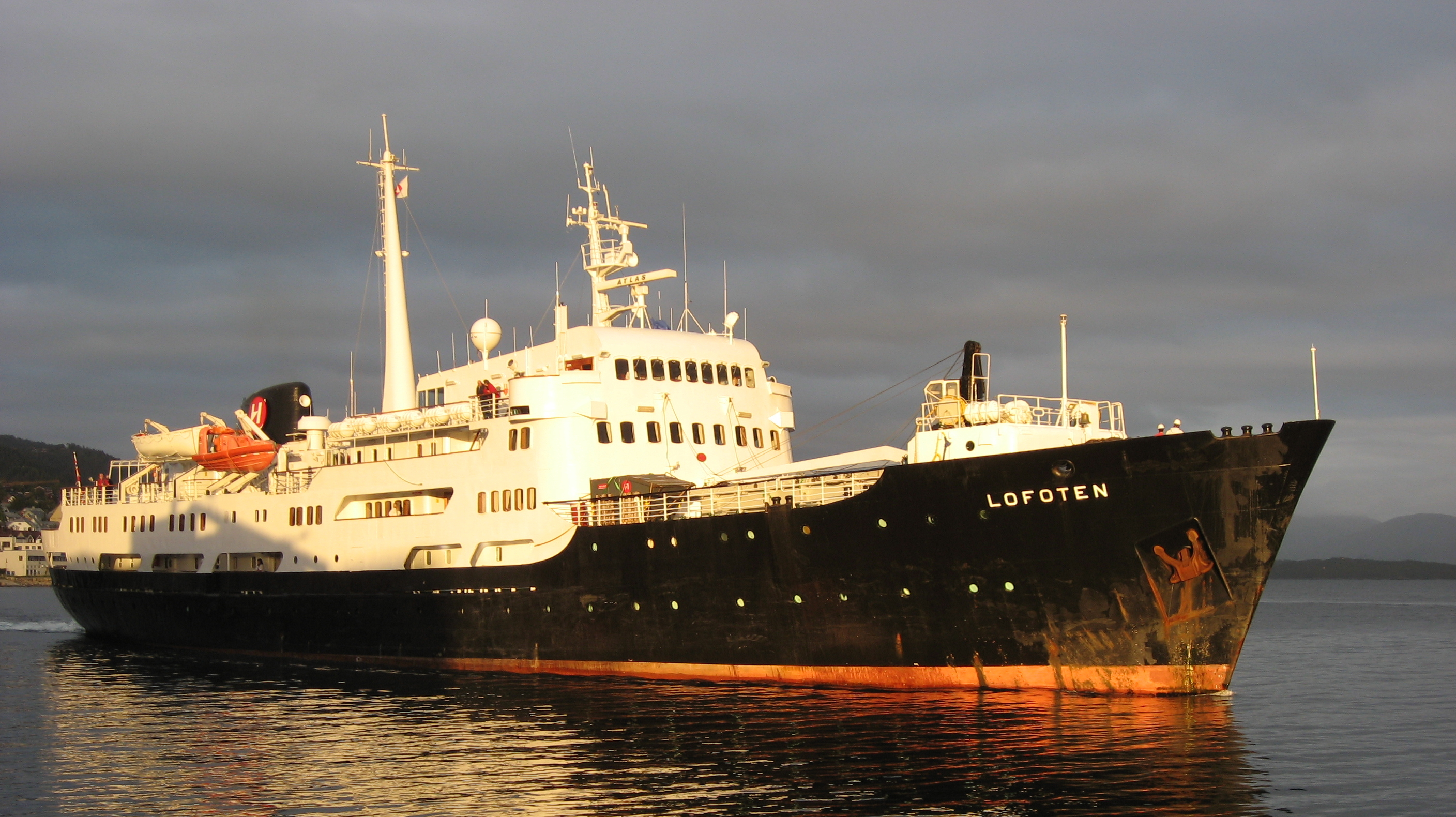
Loď MS Lofoten.

Zatímco od konce druhé světové války počet přepravovaných osob rostl, objem zboží převáženého loděmi Hurtigrutenu postupně klesal. Tento trend se v průběhu 90. let změnil a objem přepraveného zboží a automobilů začal růst. Zatímco v roce 1990 přepravil Hurtigruten 7 500 osobních aut a 100 tisíc tun nákladu, v roce 2002 to bylo již více než 55 000 osobních aut a 165 tisíc tun nákladu.

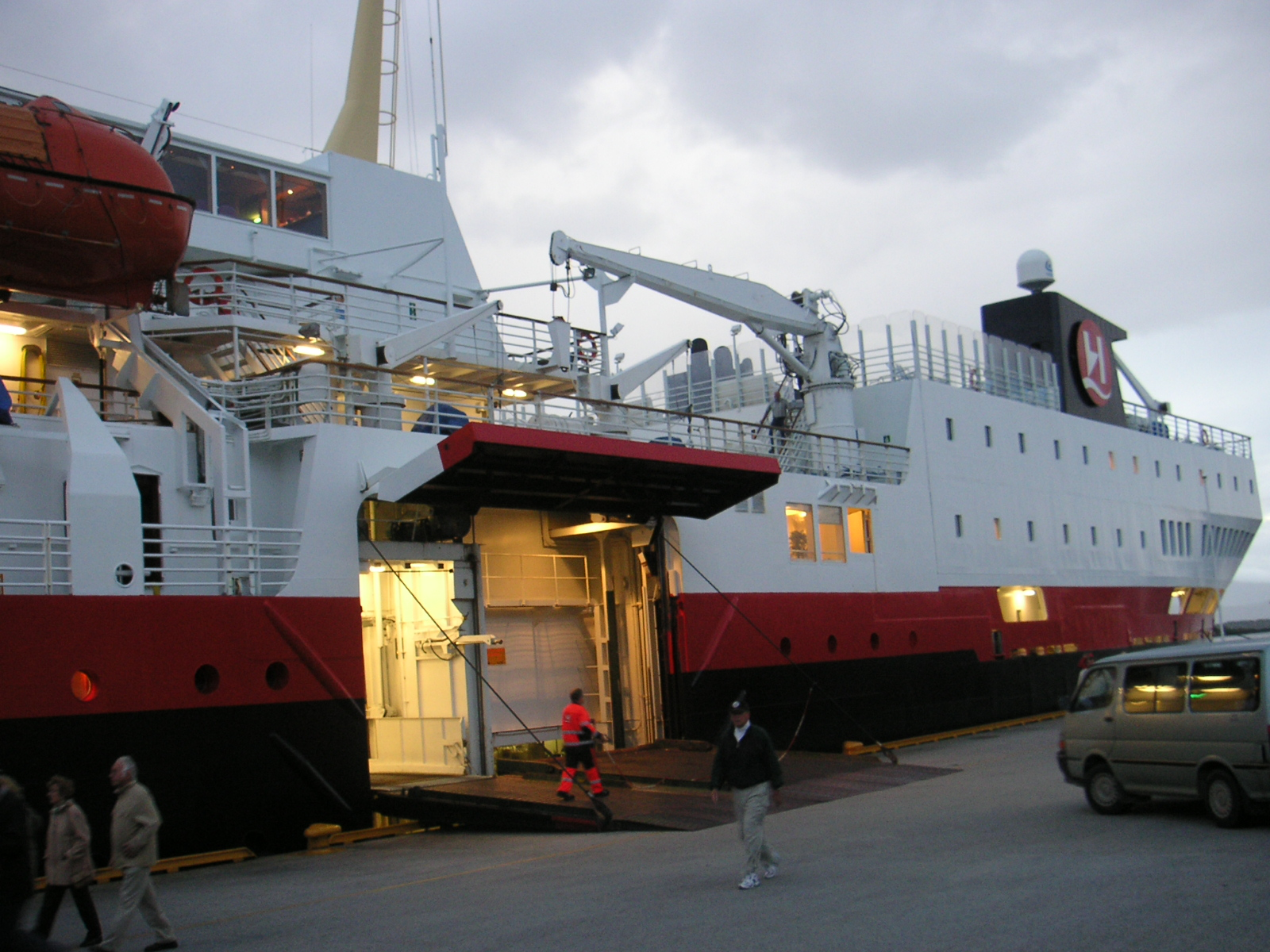
Vrata pro nakládání zboží na lodi MS Lyngen.

Hlavním důvodem této změny je zavedení nového systému nakládání a vykládání zboží u takřka všech lodí na začátku 90. let, čímž došlo k zefektivnění celého procesu a tudíž i ke snížení ceny dopravy nákladu. Všechny lodě s výjimkou MS Lofoten a MS Nordstjernen disponují postranními vraty, kterými mohou být automobily a zboží s pomocí nákladního výtahu umístěny přímo na nákladní palubu (paluba 2 či paluba B). Tento způsob znamená značnou úsporu času a personálu oproti nakládání zboží jeřábem používanému až do 80. let, kdy musely být každý kus zboží a každé auto jednotlivě zvednuty jeřábem na palubu, což bylo finančně nákladné.

## Trasa Hurtigrutenu
Lodě Hurtigrutenu cestují na základě pevného jízdního řádu. Každý den ve stejný čas vyplouvá z Bergenu loď a po dvanácti dnech se vrací zpět. Pro přístavy na trase Hurtigrutenu a jejich obyvatele, především v oblasti severního Norska, jsou pravidelné příjezdy lodí pevnou součástí jejich denní rutiny. Případná zpoždění či vynechání pravidelného cyklu některou lodí jsou pro místní média událostí hodnou zpracování. Nejen že se díky Hurtigrutenu do nejodlehlejších vesnic dostanou lidé a zboží, ale též se takto rychle šíří zprávy a informace. Jízdním řádem jsou ovlivňovány rovněž termíny návštěv lékařů, úřadů a rodinná setkání. V malých přístavech na severu plní Hurtigruten také sociální funkci. Během maximálně půlhodinových zastávek se obyvatelé obcí vydávají na palubu, kde v bufetu společně vypijí kávu, vymění informace a obstarají si nejnovější časopisy. Tito návštěvníci, označovaní jako kaffegjengs, opouštějí loď až bezprostředně před jejím odplutím.

Trasa Hurtigrutenu.

Během cesty z Bergenu do Kirkenes navštíví lodě Hurtigrutenu tyto přístavy:
| Den | Přístav      | Příjezd | Odjezd    | Poznámka                                                                                       |
| --- | ------------ | ------- | --------- | ---------------------------------------------------------------------------------------------- |
| 1   | Bergen       |         | 20:00 Uhr | V zimním jízdním řádu 22:30                                                                    |
| 2   | Florø        | 02:00   | 02:15     | V zimním jízdním řádu 04:30–04:45                                                              |
| 2   | Måløy        | 04:15   | 04:30     | V zimním jízdním řádu 06:45–07:30                                                              |
| 2   | Torvik       | 07:15   | 07:30     | V zimním jízdním řádu 10:20–10:45                                                              |
| 2   | Ålesund      | 08:45   | 09:30     | V zimním jízdním řádu 12:00–15:00                                                              |
| 2   | Geiranger    | 13:30   | 13:30     | (pouze v létě)                                                                                 |
| 2   | Molde        | 21:30   | 22:00     | V zimním jízdním řádu 17:30–18:30                                                              |
| 2   | Kristiansund | 01:30   | 01:45     | V zimním jízdním řádu 22:00–23:00                                                              |
| 3   | Trondheim    | 08:15   | 12:00     | V zimním jízdním řádu 06:00–12:00                                                              |
| 3   | Rørvik       | 20:30   | 21:15     |                                                                                                |
| 4   | Brønnøysund  | 00:30   | 01:00     |                                                                                                |
| 4   | Sandnessjøen | 03:45   | 04:15     |                                                                                                |
| 4   | Nesna        | 05:25   | 05:30     | Po odjezdu z Nesny překračují lodě přibližně v 7:15 severní polární kruh.                      |
| 4   | Ørnes        | 09:00   | 09:30     |                                                                                                |
| 4   | Bodø         | 12:30   | 15:00     |                                                                                                |
| 4   | Stamsund     | 19:00   | 19:30     |                                                                                                |
| 4   | Svolvær      | 21:00   | 22:00     |                                                                                                |
| 5   | Stokmarknes  | 00:45   | 01:00     |                                                                                                |
| 5   | Sortland     | 02:30   | 03:00     |                                                                                                |
| 5   | Risøyhamn    | 04:15   | 04:30     |                                                                                                |
| 5   | Harstad      | 06:45   | 08:00     |                                                                                                |
| 5   | Finnsnes     | 11:15   | 11:45     |                                                                                                |
| 5   | Tromsø       | 14:30   | 18:30     |                                                                                                |
| 5   | Skjervøy     | 22:30   | 22:45     |                                                                                                |
| 6   | Øksfjord     | 02:00   | 02:15     |                                                                                                |
| 6   | Hammerfest   | 05:15   | 06:45     |                                                                                                |
| 6   | Havøysund    | 09:30   | 09:45     |                                                                                                |
| 6   | Honningsvåg  | 11:45   | 15:15     | Odtud je možno navštívit Nordkap.                                                              |
| 6   | Kjøllefjord  | 17:30   | 17:45     |                                                                                                |
| 6   | Mehamn       | 19:30   | 20:00     | Nejsevernější zastávka Hurtigrutenu.                                                           |
| 6   | Berlevåg     | 22:30   | 22:45     | Do roku 1974 zde lodě nekotvily a pasažéři a zboží byli na pevninu dopravováni místními loďmi. |
| 7   | Båtsfjord    | 00:30   | 01:00     |                                                                                                |
| 7   | Vardø        | 03:45   | 04:00     |                                                                                                |
| 7   | Vadsø        | 07:30   | 08:00     | Tato vesnice je jako jediná navštěvována pouze při cestě na sever                              |
| 7   | Kirkenes     | 09:45   |           |                                                                                                |

Kirkenes je poslední zastávkou lodí Hurtigrutenu. Odtud se lodě vydávají takřka stejnou cestou zpět do Bergenu. Přístavy navštívené při cestě na sever v průběhu noci jsou většinou během zpáteční cesty navštíveny ve dne, takže všechny přístavy jsou alespoň jednou navštíveny během dne.
| Den | Přístav      | Příjezd | Odjezd | Poznámka                                                        |
| --- | ------------ | ------- | ------ | --------------------------------------------------------------- |
| 7   | Kirkenes     |         | 12:45  |                                                                 |
| 7   | Vardø        | 16:00   | 17:00  |                                                                 |
| 7   | Båtsfjord    | 20:00   | 20:30  |                                                                 |
| 7   | Berlevåg     | 22:15   | 22:30  |                                                                 |
| 8   | Mehamn       | 01:00   | 01:15  | Nejsevernější zastávka Hurtigrutenu                             |
| 8   | Kjøllefjord  | 03:15   | 03:30  |                                                                 |
| 8   | Honningsvåg  | 06:00   | 06:15  |                                                                 |
| 8   | Havøysund    | 08:15   | 08:30  |                                                                 |
| 8   | Hammerfest   | 11:15   | 12:45  |                                                                 |
| 8   | Øksfjord     | 15:30   | 15:45  |                                                                 |
| 8   | Skjervøy     | 19:00   | 19:45  |                                                                 |
| 8   | Tromsø       | 23:45   | 01:30  |                                                                 |
| 9   | Finnsnes     | 04:15   | 04:45  |                                                                 |
| 9   | Harstad      | 08:00   | 08:30  |                                                                 |
| 9   | Risøyhamn    | 10:45   | 11:00  |                                                                 |
| 9   | Sortland     | 12:30   | 13:00  |                                                                 |
| 9   | Stokmarknes  | 14:15   | 15:15  | Zde se nachází muzeum Hurtigrutenu                              |
| 9   | Svolvær      | 18:30   | 20:00  |                                                                 |
| 9   | Stamsund     | 21:45   | 22:00  |                                                                 |
| 10  | Bodø         | 02:00   | 04:00  |                                                                 |
| 10  | Ørnes        | 07:00   | 07:15  | Po odjezdu z Ørnes překročí loď okolo 9:15 severní polární kruh |
| 10  | Nesna        | 11:00   | 11:15  |                                                                 |
| 10  | Sandnessjøen | 12:30   | 13:30  |                                                                 |
| 10  | Brønnøysund  | 16:15   | 17:00  |                                                                 |
| 10  | Rørvik       | 20:30   | 21:30  |                                                                 |
| 11  | Trondheim    | 06:30   | 10:00  |                                                                 |
| 11  | Kristiansund | 16:30   | 17:00  |                                                                 |
| 11  | Molde        | 20:30   | 21:30  |                                                                 |
| 12  | Ålesund      | 00:00   | 00:45  |                                                                 |
| 12  | Torvik       | 02:00   | 02:15  |                                                                 |
| 12  | Måløy        | 05:00   | 05:45  |                                                                 |
| 12  | Florø        | 07:45   | 08:15  |                                                                 |
| 12  | Bergen       | 14:30   |        |                                                                 |

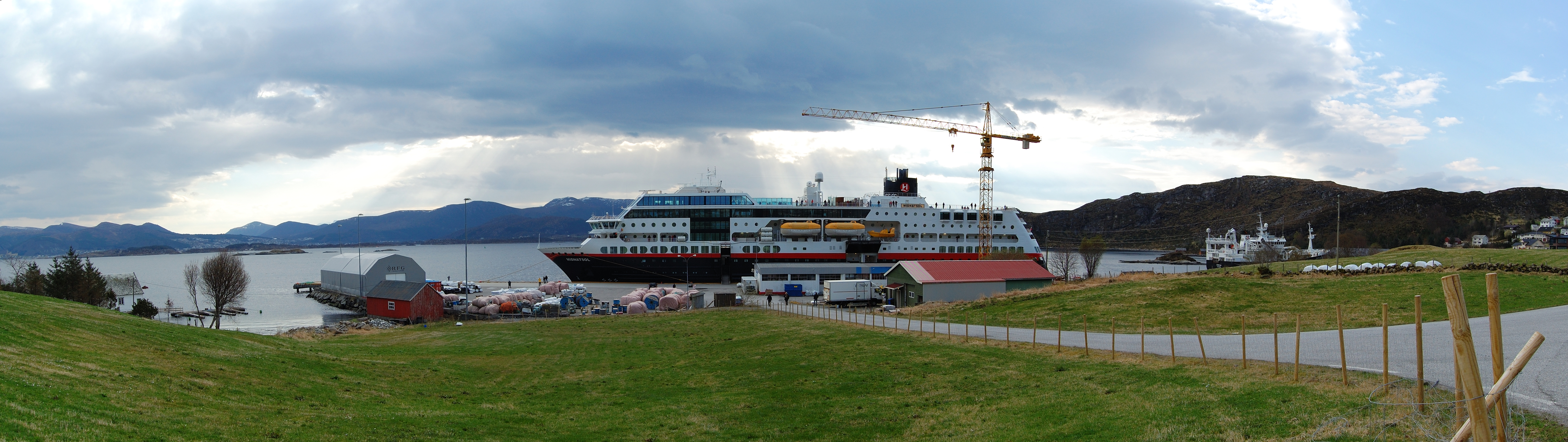
MS Midnatsol v Torviku.

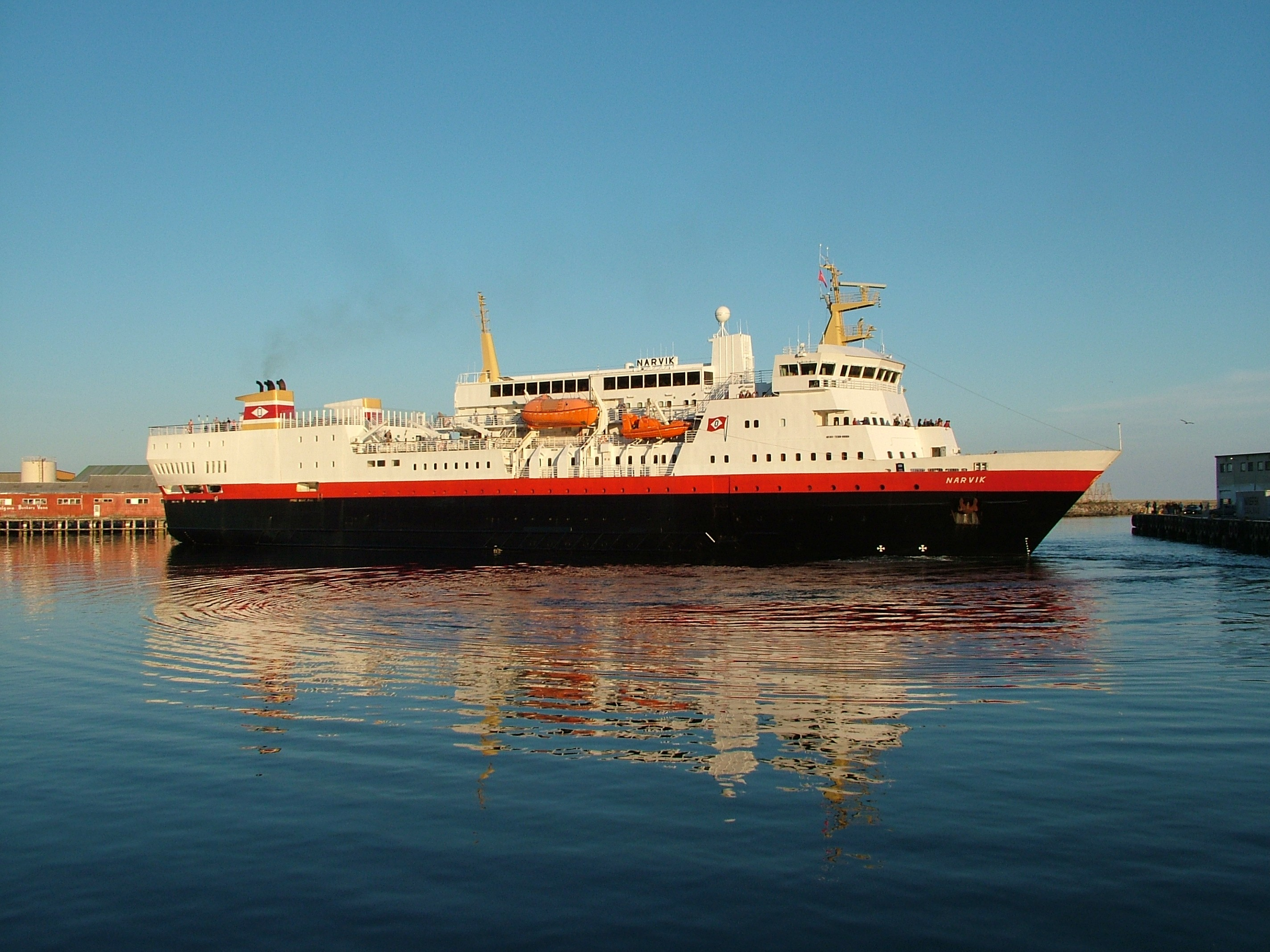
MS Narvik v Svolværu.

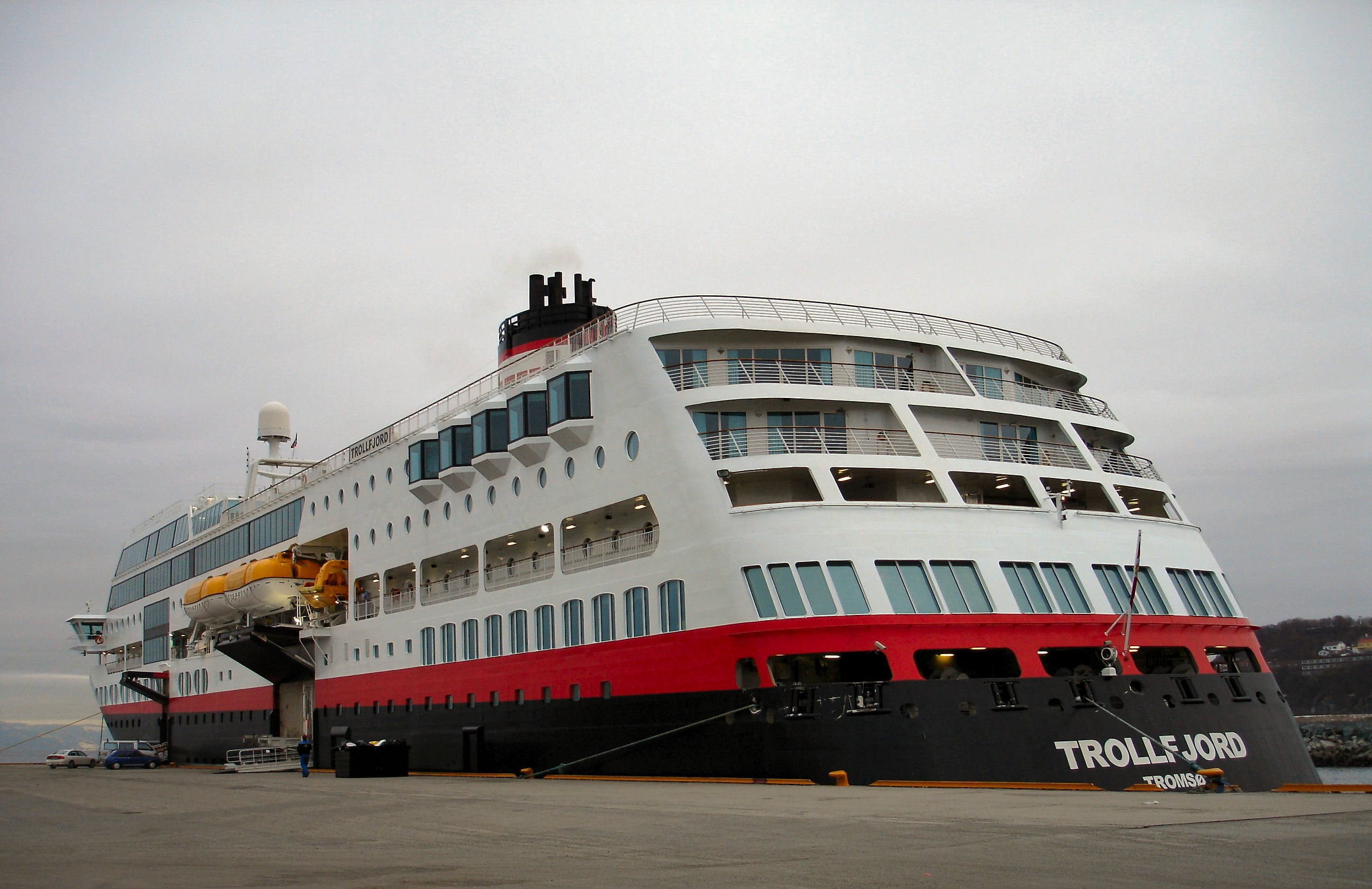
MS Trollfjord v Trodnheimu.

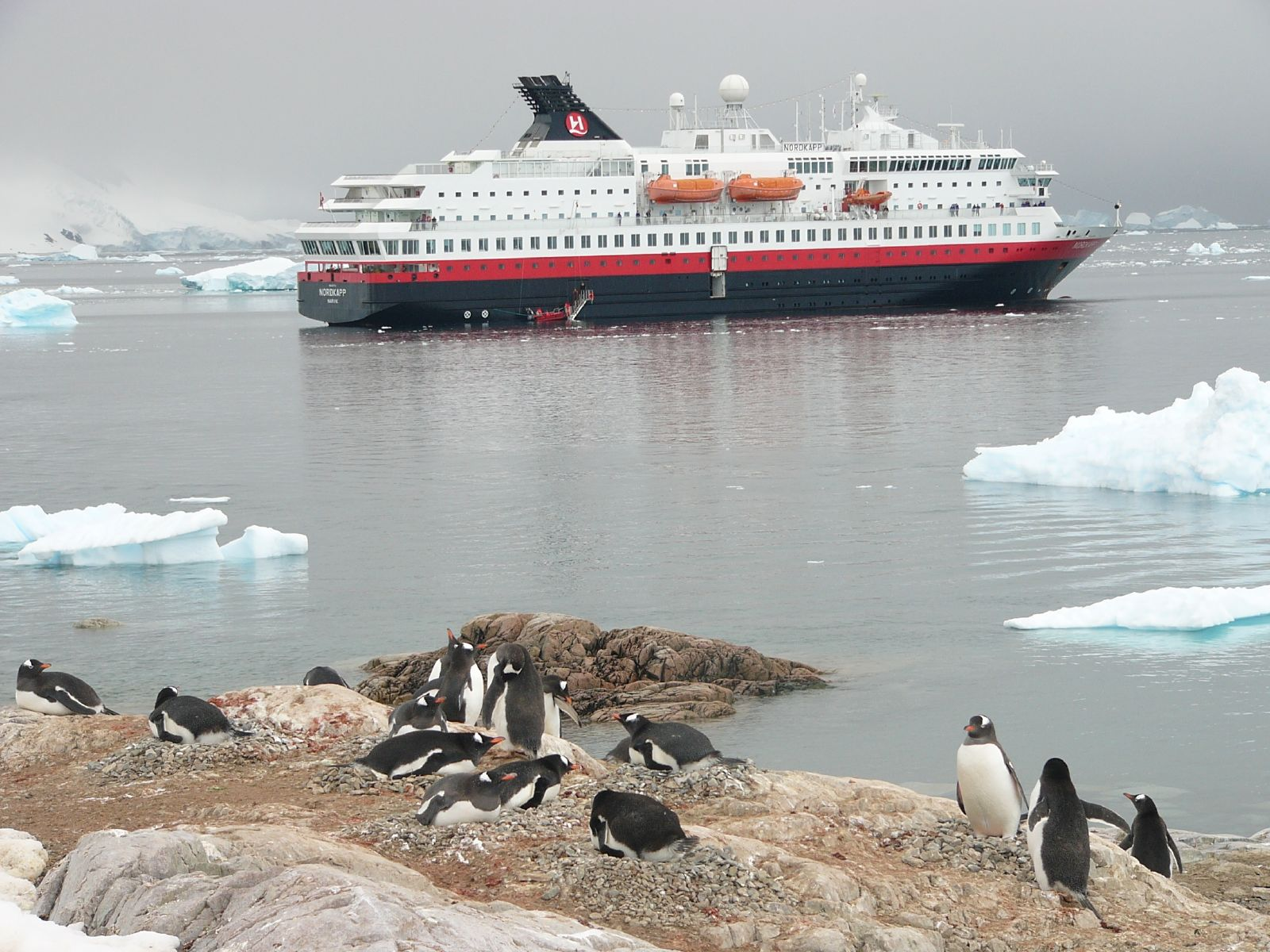
MS Nordkapp v Antarktidě.

Čas strávený v přístavech se stanovuje na základě množství nakládaného a vykládaného zboží a také turistické atraktivnosti lokality. V některých přístavech trvají zastávky až šest hodin. Při takto dlouhých zastávkách se mohou pasažéři zúčastnit organizovaných prohlídek města či jiných zajímavých míst.

### Dřívější přístavy Hurtigrutenu
V průběhu let se trasa Hurtigrutenu z různých důvodů, především hospodářských a námořních, měnila. Následuje seznam přístavů, kde Hurtigruten v minulosti kotvil a to ze severu na jih.

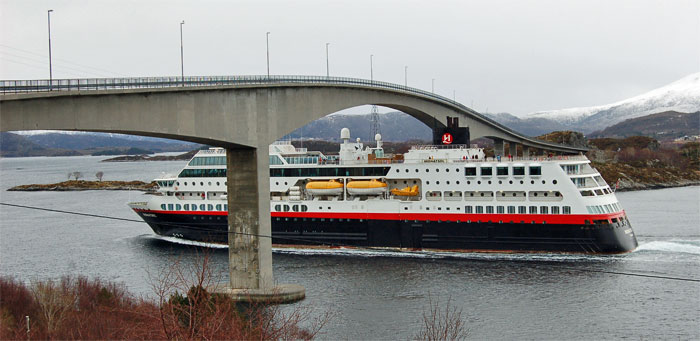
MS Midnatsol pod mostem v obci Herøy.

- Gamvik, Přístav Hurtigrutenu mezi lety 1911 a 1990 (Dříve nejsevernější zastávka Hurtigrutenu)
- Finnkongkeila
- Alta
- Gibostad
- Havnvik
- Kongsfjord, Do roku 1975; poté přemístění do samotného Berlevågu
- Sørøya, Přístav Hurtigrutenu od 1950 do 1979
- Grønnøy, Přístav Hurtigrutenu od 1914 do 1957
- Indre Kvarøy (ostrov v kraji Nordland)
- Narvik, Přístav Hurtigrutenu od 1936 do 1953
- Lødingen
- Melbo
- Vikholmen
- Beian
- Bessaker
- Haugesund, Přístav Hurtigrutenu od 1896 do 1919
- Stavanger, Přístav Hurtigrutenu od 1896 do 1919

### Setkávání lodí

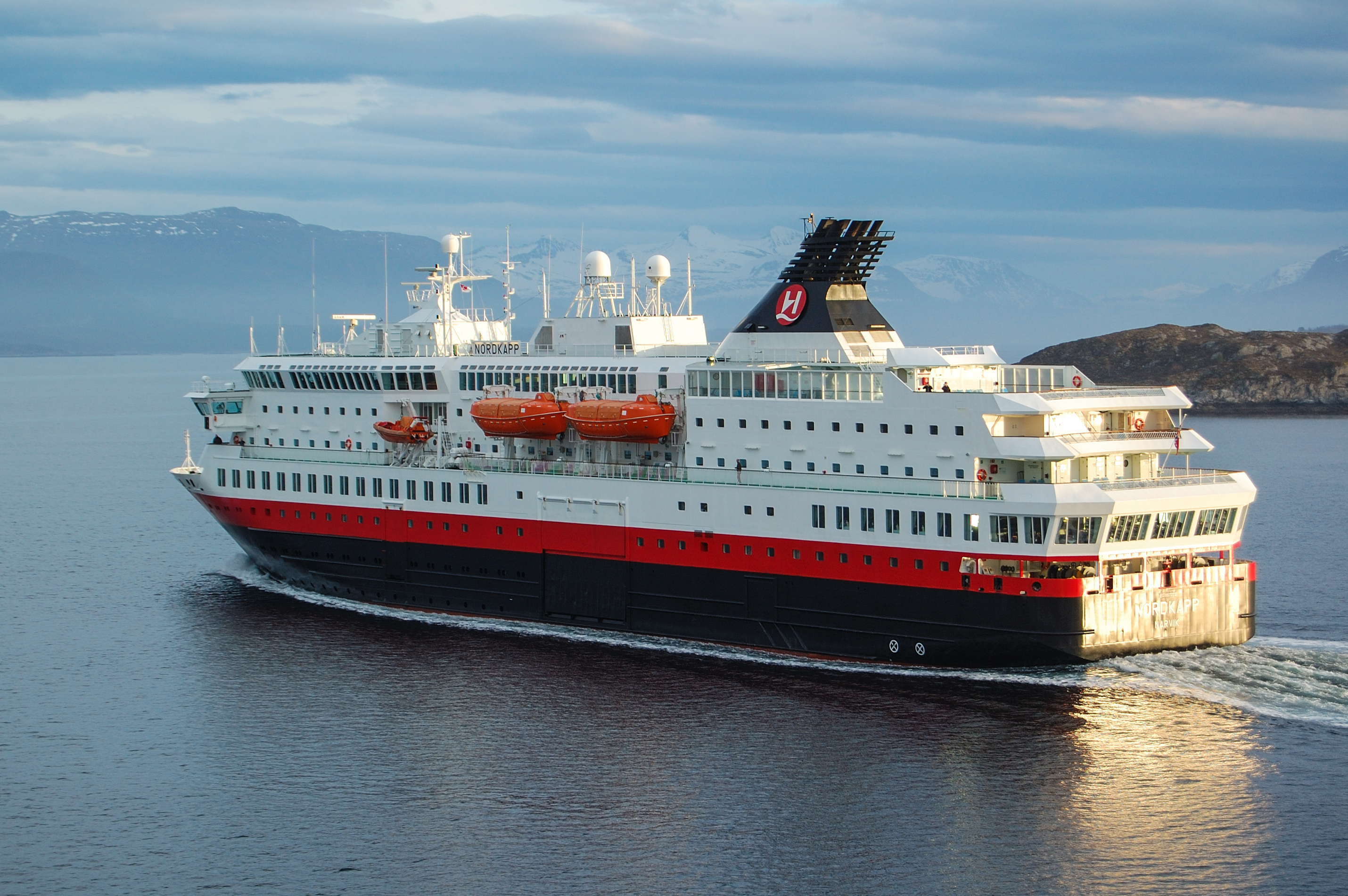
Loď MS Nordkapp míjející loď MS Midnatsol mezi Molde a Kristiansundem.

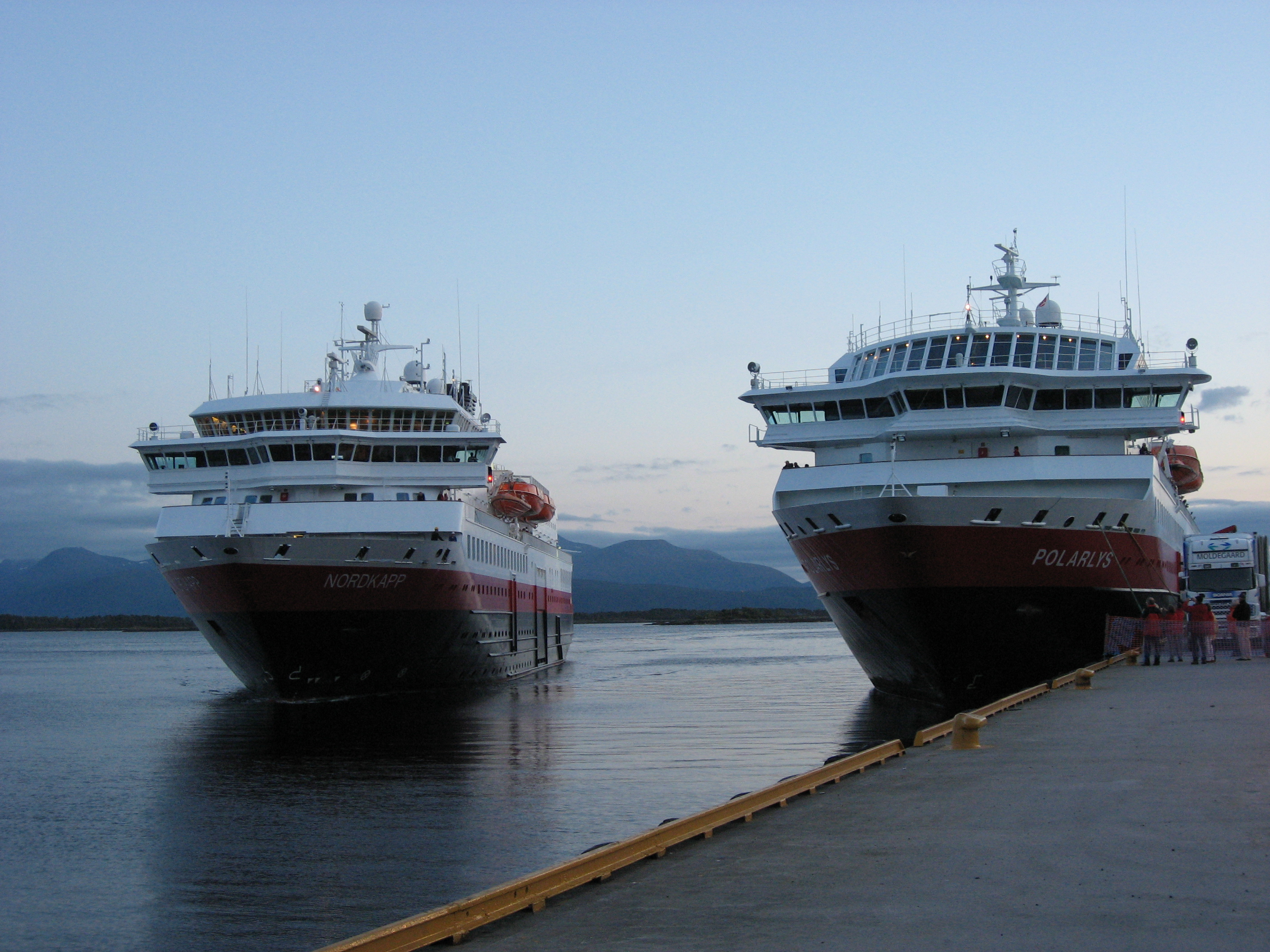
Lodě MS Nordkapp a MS Polarlys v Molde.

Severně a jižně plující lodě se pravidelně vzájemně potkávají v následujících místech:
| Den cesty severně plující lodi | Den cesty jižně plující lodi | Čas setkání    | Místo setkání               | Poznámka                 |
| ------------------------------ | ---------------------------- | -------------- | --------------------------- | ------------------------ |
| 2                              | 12                           | 04:50          | mezi Måløy a Tørvikem       | (pouze letní jízdní řád) |
| 2                              | 12                           | 06:15          | mezi Florø a Måløy          | (pouze zimní jízdní řád) |
| 2                              | 11                           | 21:30          | v přístavu v Molde          | (pouze letní jízdní řád) |
| 2                              | 11                           | 19:30          | mezi Molde a Kristiansundem | (pouze zimní jízdní řád) |
| 3                              | 11                           | 06:30 až 10:00 | v trondheimském přístavu    |                          |
| 3                              | 10                           | 20:30 až 21:15 | v přístavu v Rørviku        |                          |
| 4                              | 10                           | 08:15          | mezi Nesnou a Ørnes         |                          |
| 4                              | 9                            | 20:15          | mezi Stamsundem a Svolværem |                          |
| 5                              | 9                            | 08:00          | v přístavu Harstad          |                          |
| 5                              | 8                            | 21:30          | mezi Tromsø a Skjervøyem    |                          |
| 6                              | 8                            | 09:15          | před ostrovem Havøy         |                          |
| 6                              | 7                            | 23:00          | u Berlevågu                 |                          |

Při setkání se lodě navzájem zdraví následujícími signály: Loď plující na sever vysílá dvakrát dlouhý a jednou krátký signál, zatímco loď plující na jih zdraví dvakrát dlouze, jednou krátce a jednou dlouze. Za dne probíhá pozdrav prostřednictvím lodní sirény a v noci se používají reflektory. Dle tradice zdraví jako první loď plující na sever.

## Délka plavby Hurtigrutenu
V létě činí délka plavby na sever z Bergenu přes Geiranger až do Kirkenes 1460 námořních mil (2703 km) a plavba na jih je dlouhá 1335 námořních mil (2472 km). Okružní plavba je tudíž dlouhá 2795 námořních mil (5176 km). Do zimního jízdního řádu nejsou zařazeny návštěva Geirangeru při cestě na sever a plavba Trollfjordem při cestě na jih, čímž se celková délka plavby zkrátí na 2670 námořních mil (4946 km).

## Rejdařství Hurtigrutenu
Od založení Hurtigrutenu provozovalo lodě celkem devět různých rejdařství. Do poloviny 20. století existovalo šest samostatných rejdařství, které na okružní trase provozovaly své lodi. Ekonomické tlaky nutily od poloviny 70. let rejdařství ke slučování a k fúzím. V roce 1979 vzniklo sloučením DSDC a BDS rejdařství TFDS. Na konci došlo k fúzi ODS a VDS a ke vzniku OVDS. Tato dvě zbývající rejdařství, TFDS a OVDS, se sloučila a 1. března 2006 dala vzniknout společnosti HURTIGRUTEN GROUP ASA, která dnes provozuje všechny lodě; od dubna 2007 pod jménem Hurtigruten ASA. Společnosti NDS a FFR se již dříve z provozování Hurtigrutenu stáhly.
Kromě lodí na okružní trase kolem Norska provozuje rejdařství HURTIGRUTEN ASA další lodní spoje na severu Norska. Tudíž i na lodích na těchto trasách se nachází logo společnosti, byť tyto lodě s tradiční trasou Hurtigrutenu nemají nic společného.
Všechna rejdařství:

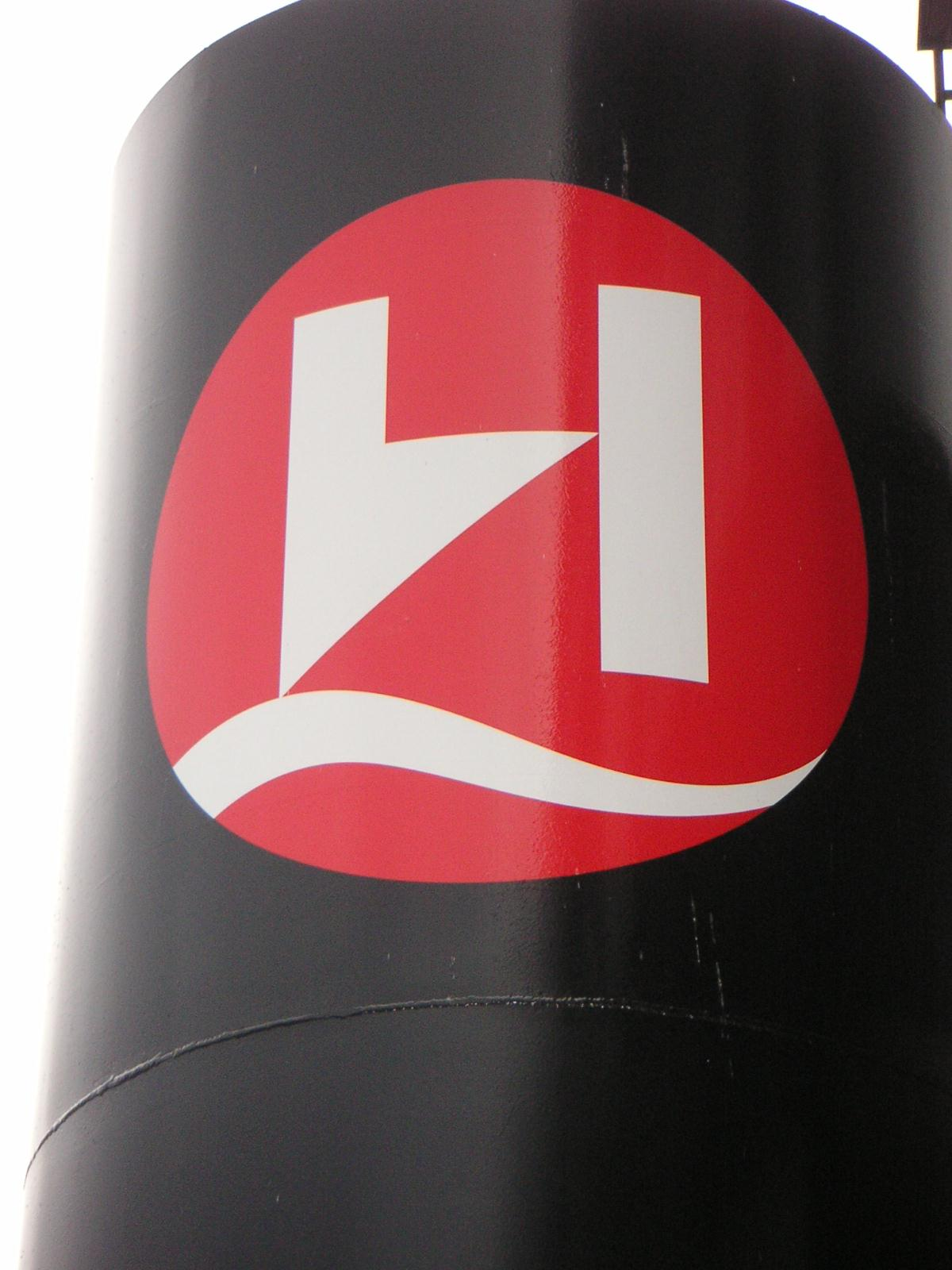
Komín se současným logem Hurtigrutenu.

- HURTIGRUTEN ASA – Přejmenování společnosti v březnu 2007
- HURTIGRUTEN GROUP ASA – Po fúzi TFDS a OVDS od 1. března 2006 do března 2007
- TFDS – Troms Fylkes Dampskibsselskap A / S (od 1979 do 1. března 2006)
- OVDS – Ofotens og Vesteraalens Dampskibsselskap A / S (od 1988 do března 2006)
- ODS – Ofotenske Dampskibsselskap A / S (von 1936 bis 1988, fúze s VDS)
- VDS – Vesteraalske Dampskibsselskab (od 1893 do 1988, fúze s ODS)
- BDS – Bergenske Dampskibsselskab (1894–1979)
- NFDS – Nordenfjeldske Dampskibsselskab (1895–1989)
- DSDS – Det Stavangerske Dampskibsselskab (1919–1979)
- NDS – Nordlandske Dampskibsselskab (1945–1958)
- FFR – Finnmark Fylkesrederi og Ruteselskap A / S (1988–1996)

## Lodě Hurtigrutenu
Pro zachování každodenních odjezdů na okružní cesty je zapotřebí jedenácti lodí. Ve službě je jich v současnosti třináct. Lodě tradiční generace jsou na trasu nasazovány převážně v zimní sezóně, kdy nahrazují lodě moderní generace, které jsou v této době využívány pro plavby v chilských vodách a v okolí Antarktidy. Například v zimní sezóně 2005/2006 nebyly lodě MS Nordnorge a MS Nordkapp nasazeny na okružní trasu okolo Norska. V letní sezóně byly lodě tradiční generace a některé lodě prostřední generace naopak využívány k plavbám v Severním moři a na Špicberky a příležitostně též byly připraveny jako rezervní lodě s menší posádkou.

### Současné lodě Hurtigrutenu
Současné lodě jsou děleny do tři kategorií a to na lodě tradiční, střední a nové generace. Pro všechny tři kategorie je společné, že se u nich počítá s přepravou zboží i pasažérů a byly navrženy přímo pro nasazení na trase Hurtigrutenu. U mol kotví všechny lodě levou stranou, protože pouze na ní se nachází jak vrata pro nakládání zboží, tak nástupní můstek pro pasažéry.

#### Tradiční generace

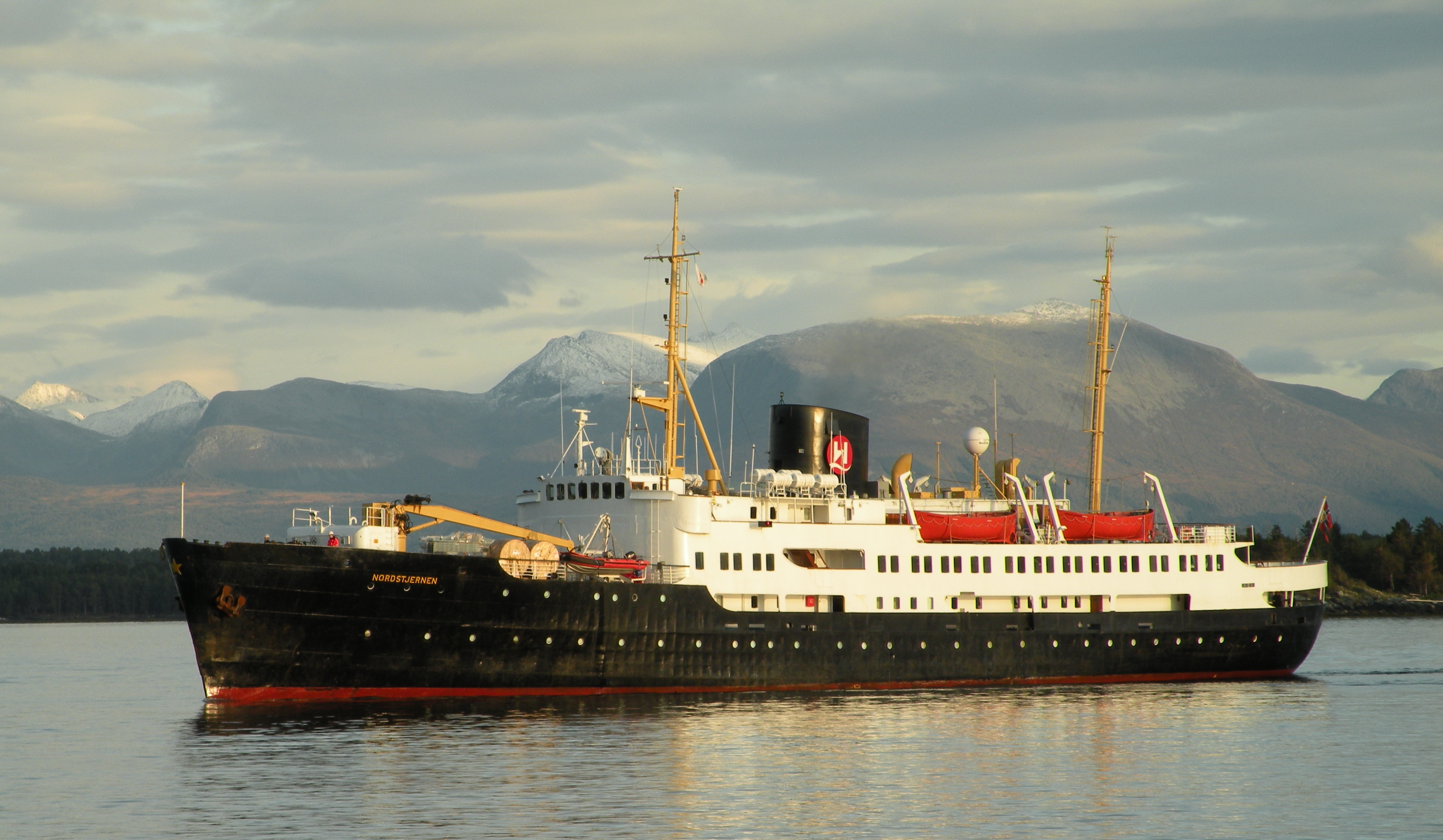
MS Nordstjernen v Molde

Lodě této generace by při porovnání se současným standardem mohly působit zastarale. Kajuty jsou díky odhlučnění komfortní, ale vybavení není srovnatelné s loděmi nové generace. Rovněž nakládání a vykládání zboží lodním jeřábem je časově náročné a zdlouhavé. Přesto jsou dvě zbývající lodě tradiční generace u turistů velice oblíbené, neboť si jako málo lodí v Evropě byly schopny udržet nostalgický charakter starých poštovních lodí. Stará MS Finnmarken, sesterská loď stále aktivní MS Lofoten, byla v Norsku vyhlášena kulturní památkou a lze si ji prohlédnout v muzeu Hurtigrutenu v Stokmarknes. V na pasažéry slabé zimě jsou lodě této generace stále nasazovány na okružní plavby po trase Hurtigrutenu, zatímco v létě jsou používány jako na jiných výletních trasách či jako případná záloha.
Stále aktivní lodě této generace:
- MS Nordstjernen (Rok výstavby: 1956, BRZ: 2.568, 410 pasažérů, délka 87,4 m, šířka 13,2 m, 5 palub)
- MS Lofoten (Rok výstavby: 1964, BRZ: 2.621, 399 pasažérů, délka 87,4 m, šířka 13,5 m, 5 palub)

#### Prostřední generace

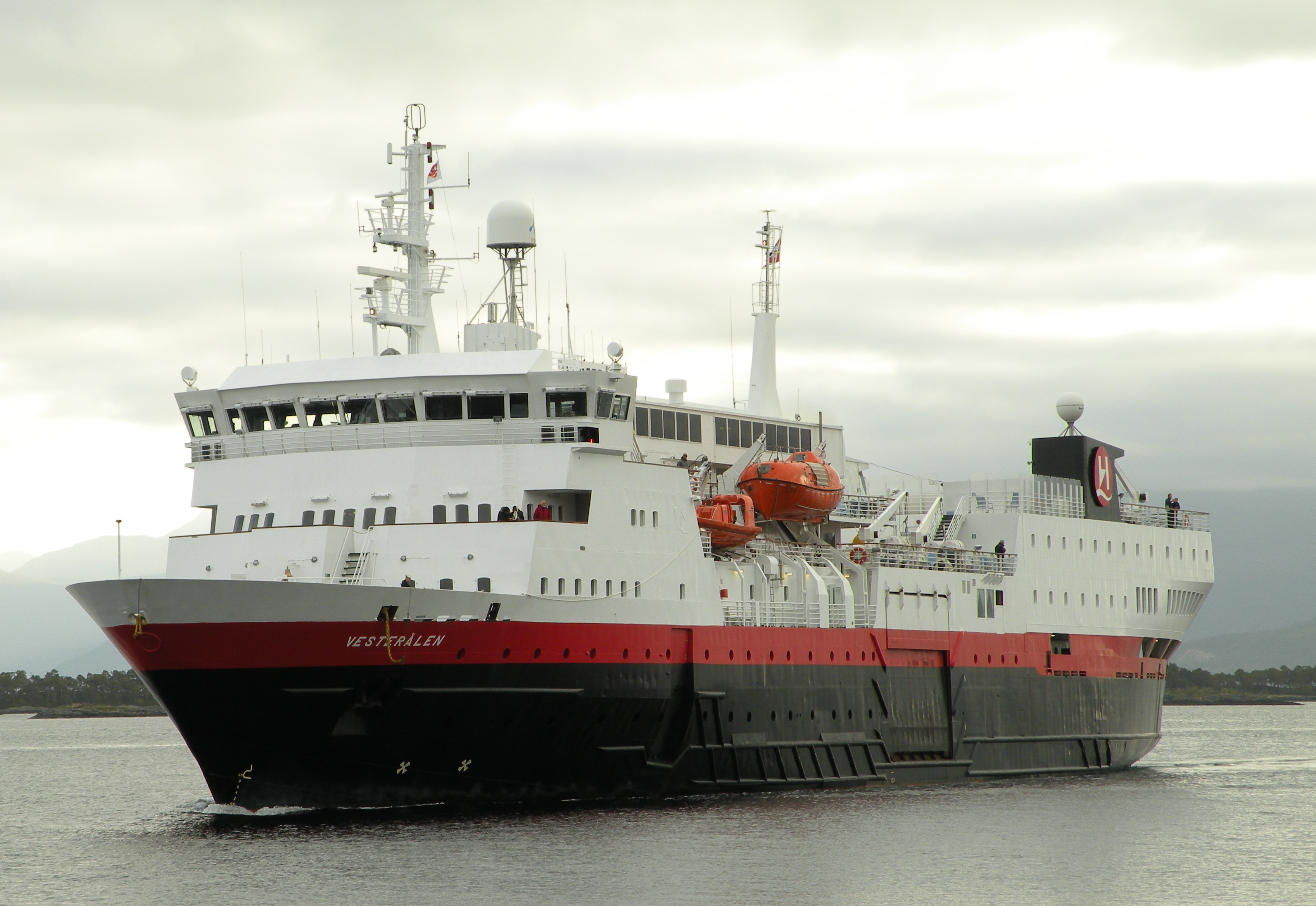
MS Vesterålen.

Životopis těchto lodí, označovaných za lodě prostřední generace, odráží zásadní změny v politice rejdařství v 80. letech. Původně byla naplánována přeprava zboží v kontejnerech umístěných na zádi. Tento koncept se ovšem neosvědčil a naděje vkládané do této formy dopravy zboží se nenaplnily a na druhou stranu byl počet kajut na palubě nedostatečný. V roce 1988 došlo k přestavbě tří sesterských lodí. Při ní došlo na místě pro kontejnery na zádi k výstavbě nových kajut. Spolu s dodatečně vybudovaným panoramatickým salonem uprostřed lodi došlo ke zdvojnásobení počtu kajut a též se výrazně zvýšil komfort pasažérů. Dobré zkušenosti získané při změně konceptu lodí měly hlavní vliv na vývoj nové generace lodí. S přestavbou lodí této generace docházelo ke kompletní změně politiky rejdařství, které se začalo zaměřovat na komfortní okružní plavby více než na přepravu zboží a pasažérů na kratší vzdálenosti. Ze tří lodí prostřední generace je ve službě pouze jediná, MS Vesterålen (Rok výstavby: 1983, BRZ: 6.261, 560 pasažérů, délka 108,6 m, šířka 16,5 m, 7 palub), která ve střednědobém horizontu ve flotile zůstane. Další dvě lodě prostřední generace MS Narvik a MS Lyngen byly v roce 2007 prodány.

#### Nová generace

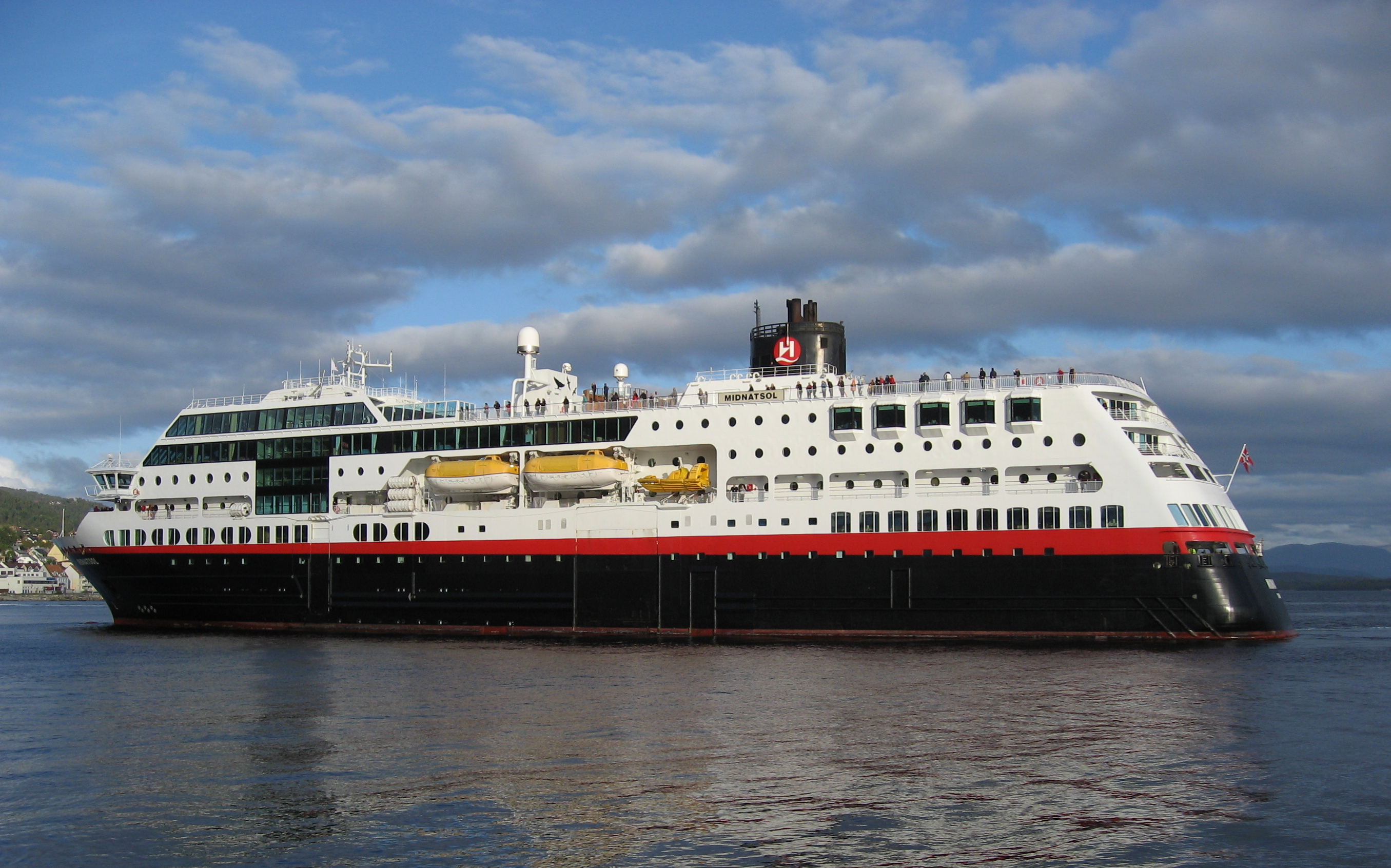
MS Midnatsol

Již při projektování lodí nové generace počítalo rejdařství s tím, že by šlo o lodě vybavením a komfortem srovnatelné s malými výletními loděmi. Poprvé byly na lodě instalovány bazény, apartmány či tělocvičny. Bylo také možno tyto lodě, především v zimní sezóně, použít jako takzvané expediční lodě a otevřít tak novou novou formu podnikání. MS Fram, nejnovější loď nové generace založena na tomto konceptu je využívána výhradně jako expediční loď. Lodě této generace i přes společný koncept od sebe výrazně liší v rozměrech, designu a vybavení a tudíž je nelze označit za sesterské lodě. Lodím je společný výrazný panoramatický salón umístěný nad můstkem na palubách 7 či 8, který nabízí pasažérům i při špatném počasí dobrý výhled.
V současnosti jsou na trasu Hurtigrutenu nasazovány tyto lodě:
- MS Kong Harald (Rok výstavby: 1993, BRZ: 11.204, 691 pasažérů, délka 121,8 m, šířka 19,2 m, 7 palub)
- MS Nordlys (Rok výstavby: 1994, BRZ: 11.204, 691 pasažérů, délka 121,8 m, šířka 19,2 m, 7 palub)
- MS Polarlys (Rok výstavby: 1996, BRZ: 11.341, 737 pasažérů, délka 123,0 m, šířka 19,5 m, 7 palub)
- MS Nordkapp (Rok výstavby: 1996, BRZ: 11.386, 691 pasažérů, délka 123,3 m, šířka 19,5 m, 7 palub)
- MS Finnmarken (Rok výstavby: 2002, BRZ: 15.539, 1.000 pasažérů, délka 138,5 m, šířka 21,5 m, 8 palub)
- MS Trollfjord (Rok výstavby: 2002, BRZ: 16.140, 896 pasažérů, délka 135,75 m, šířka 21,5 m, 9 palub)
- MS Midnatsol (Rok výstavby: 2003, BRZ: 16.151, 896 pasažérů, délka 135,75 m, šířka 21,5 m, 9 palub)
- MS Richard With (Rok výstavby: 1993, BRZ: 11.205, 691 pasažérů, délka 121,8 m, šířka 19,2 m, 7 palub)

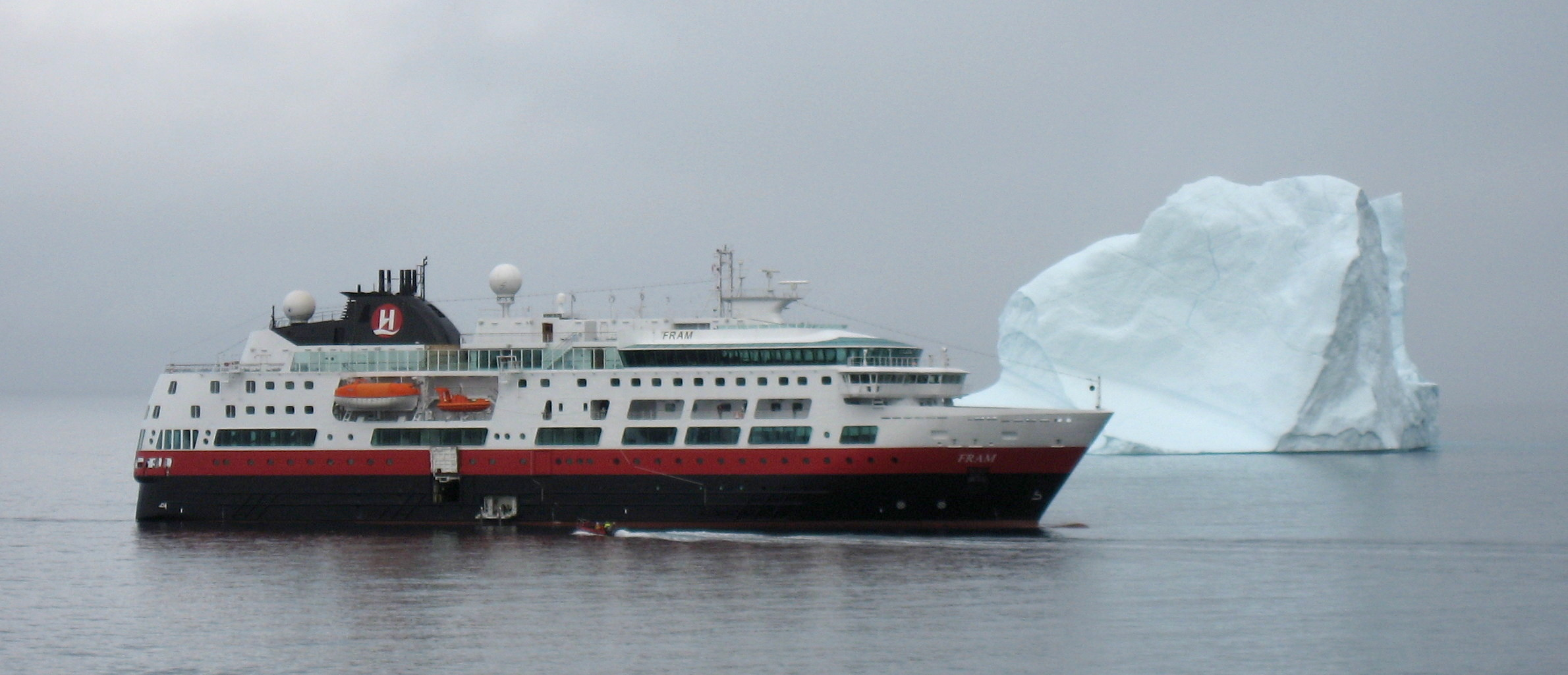
MS Fram, nejnovější loď flotily Hurtigrutenu

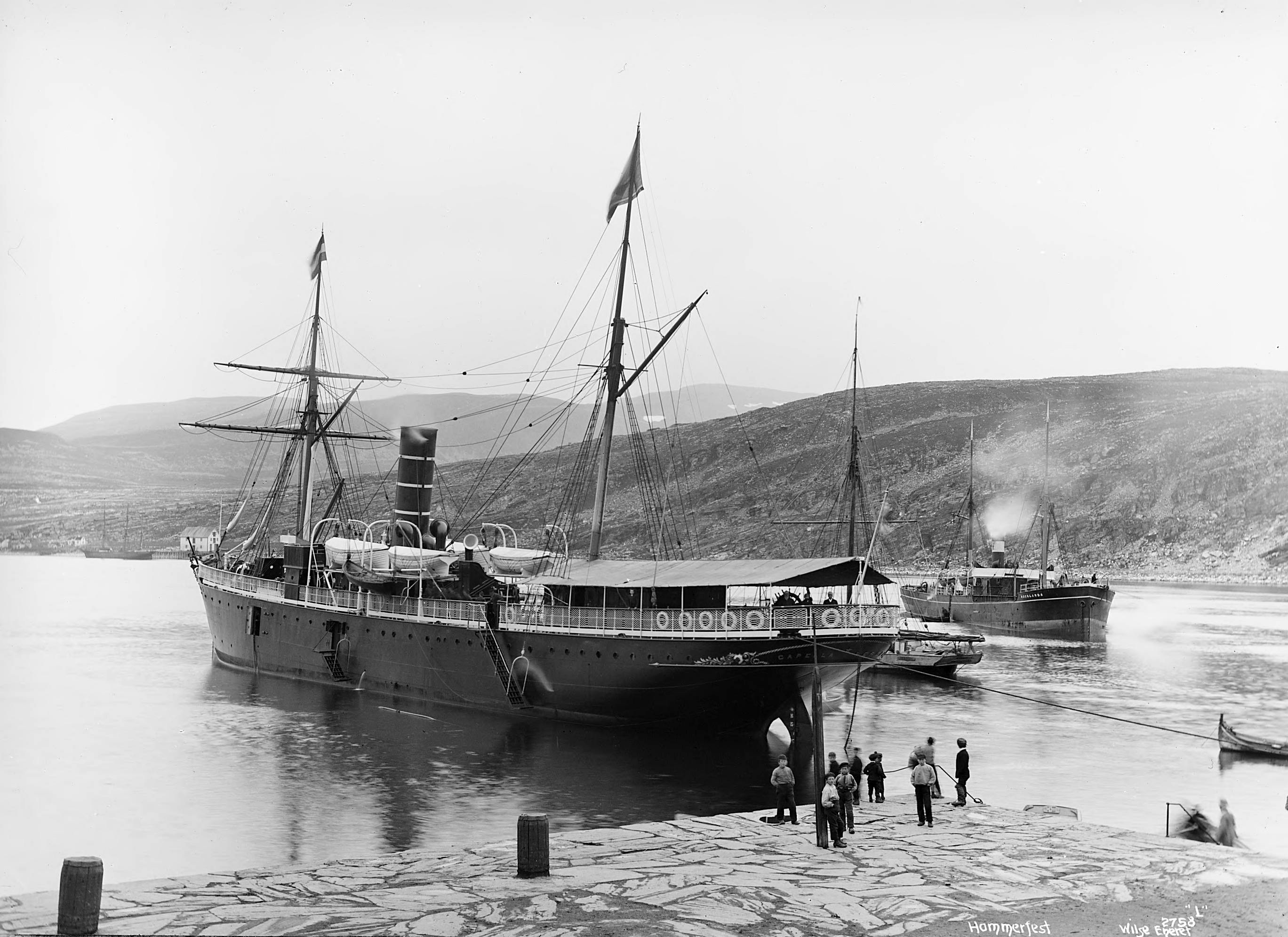
Axel Lindahl: Norská cestovní loď DS Capella v Hammerfestu, asi 1890

Lodě nenasazené na trasu Hurtigrutenu:
- MS Fram (Rok výstavby 2007, BRZ: 11.647, 500 Passagiere (318 pasažérů při expediční plavbě), délka 114,0 m, šířka 20,2 m, 8 palub) (Používána jako expediční loď)
- MS Nordnorge (Rok výstavby: 1997, BRZ: 11.384, 691 pasažérů, délka 123,3 m, šířka 19,5 m, 7 palub) (v současnosti odstavená)

### Vyřazené lodi Hurtigrutenu

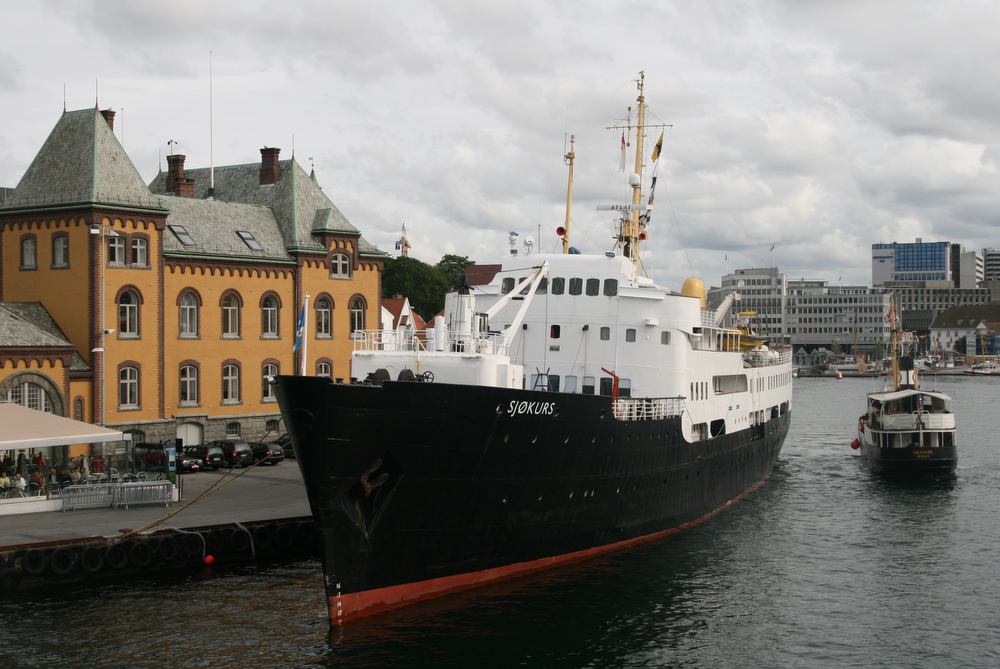
MS Sjøkurs, dříve MS Ragnvald Jarl.

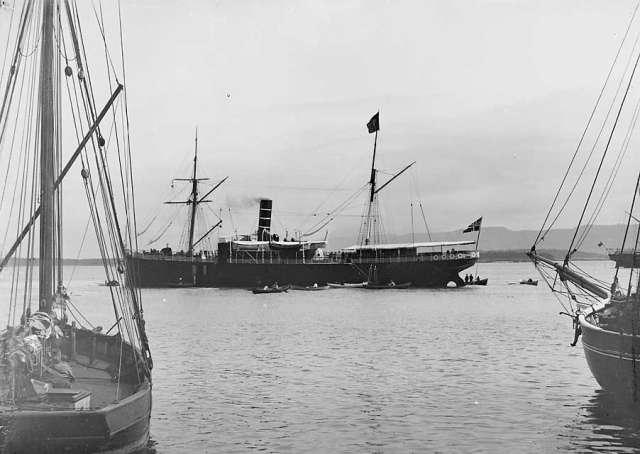
DS Sirius, druhá loď Hurtigrutenu.

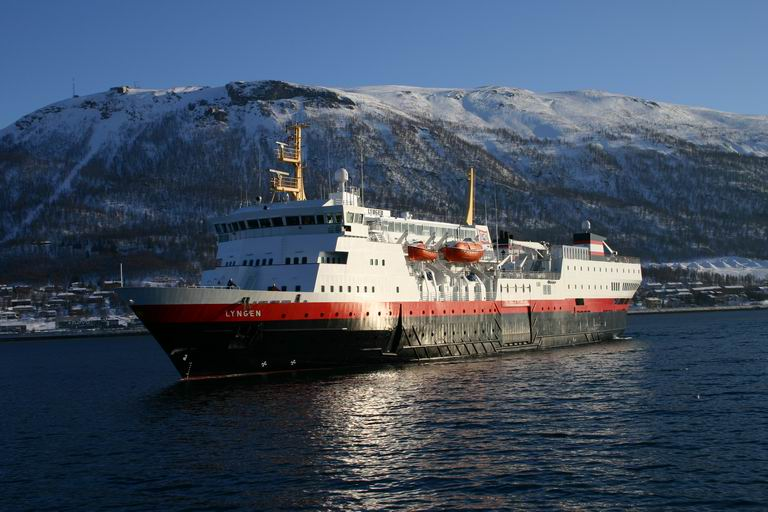
MS Lyngen.

Rok udává uvedení do služby a zkratka označuje příslušné rejdařství provozující danou loď.
V abecedním pořadí:
- MS Alta 1949 NFDS
- DS Ariadne 1939 BDS
- DS Astreæa 1900 BDS
- DS Barøy (1) 1940 ODS, MS Barøy (2) 1953 ODS
- DS Capella 1898 NFDS
- DS Christiania 1944 DSDS
- DS Dronning Maud 1925 NFDS
- DS Dronningen 1945 VDS
- DS Erling Jarl (1) 1895 NFDS, MS Erling Jarl (2) 1949 NFDS
- DS Finmarken (1) 1912 VDS, MS Finnmarken (2) 1956 VDS
- DS Haakon VII 1923 NFDS
- DS Haakon Adalstein 1902 NFDS
- DS Haakon Jarl (1) 1914 VDS, MS Håkon Jarl (2) 1952 NFDS
- DS Hadsel 1941 NFDS
- MS Harald Jarl 1960 NFDS
- DS Hera 1913 BDS
- DS Irma 1931 BDS
- DS Jupiter 1896 BDS
- DS Kong Gudrød 1930 NFDS
- DS Kong Haakon 1919 NFDS
- DS Kong Halfdan 1898 NFDS
- DS Kong Harald (1) 1919 NFDS
- MS Kong Olav 1964 DSDS
- DS Lofoten (1) 1932 VDS,
- DS Lyngen 1948 VDS
- MS Lyngen (ex. MS Midnatsol) 1982 TFDS
- DS Lyra (1) 1905 BDS, (2) 1945 BDS
- MS Meteor 1955 BDS
- DS Midnatsol (1) 1910 BDS, MS Midnatsol (2) 1949 BDS, (3) 1982 TFDS
- DS Mira 1927 BDS
- DS Mosken 1927 VDS (Náhradní loď)
- MS Narvik 1982 HRG (BRZ: 6.257, 580 pasažérů, délka 108,6 m, šířka 16,5 m, 7 palub)
- DS Neptun 1919 BDS
- MS Nordlys (1) 1951 BDS
- DS Nordnorge (1) 1936 ODS, (2) 1944 ODS, MS Nordnorge (3) 1964 ODS
- DS Nordstjernen (1) 1937 BDS
- DS Olaf Kyrre 1895 NFDS
- DS Orion] 1898 BDS
- DS Oslo 1948 VDS
- DS Ottar Jarl 1947 NFDS
- DS Polarlys (1) 1912 BDS, MS Polarlys (2) 1952 BDS
- DS Prins Olav 1937 NFDS
- DS Prinsesse Ragnhild 1931 NFDS
- DS Ragnvald Jarl (1) 1942 NFDS, MS Ragnvald Jarl (2) 1956 NFDS
- DS Richard With (1) 1909 VDS
- DS Røst 1899 VDS
- DS Ryfylke 1940 NFDS
- DS Saltdal 1946 NDS
- MS Salten 1953 NFDS
- DS Sanct Svithun (1) 1927 DSDS, MS Sanct Svithun (2) 1950 DSDS
- DS Sigurd Jarl (1) 1899 NFDS, (2) 1942 NFDS
- DS Sirius 1894 BDS
- DS Skjerstad 1945 NDS
- MS Sørøy 1950 DSDS
- DS Tordenskjold 1946 NFDS
- DS Vesteraalen (1) 1893 VDS, MS Vesterålen (2) 1950 VDS

### Jména lodí
Při pojmenovávání lodí sledovala všechna rejdařství konzervativní linii. Při vyřazení lodi ze služby bylo její jméno častokrát převedeno na loď novou. Proto se ve flotile objevuje relativně málo nových jmen. Rovněž jména jsou tradiční a odkazující na severnorskou krajinu či mají souvislost s rejdařstvím. Některé lodě byly pojmenovány rovněž po norských králích a náčelnících. Velká část současně provozovaných lodí nese jméno, které již bylo dříve ve flotile Hurtigrutenu použito. Jméno Sanct Svithun naopak neponese žádná další loď, protože dvě lodě tohoto jména byly ztraceny při neštěstích.

### Loděnice
Lodě Hurtigrutenu byly budovány v různých loděnicích. Kromě velkých a malých norských loděnic, například Trondheim Mekaniske Verksted, Kaarbø Verft A/S nebo Fredrikstad Mekaniske Verksted, bylo mnoho lodí postaveno ve známých zahraničních loděnicích. V padesátých letech byla řada lodí postavena společností Blohm & Voss z Hamburku. Mnoho nových lodí bylo vybudováno italskou loděnicí Cantieri Riuntini dell Adriatico z Ancony. Některé z lodí nové generace byly objednány také u německé společnosti Stralsunder Volkswerft, ale též u norských Kværner Kleven Ulstein A/S a Fosen Mekaniske Verksted. Nejnovější přírůstek do flotily Hurtigrutenu, MS Fram, byl v roce 2007 dodán italskou společností Fincantieri z Terstu.

## Nehody a bezpečnost na palubě

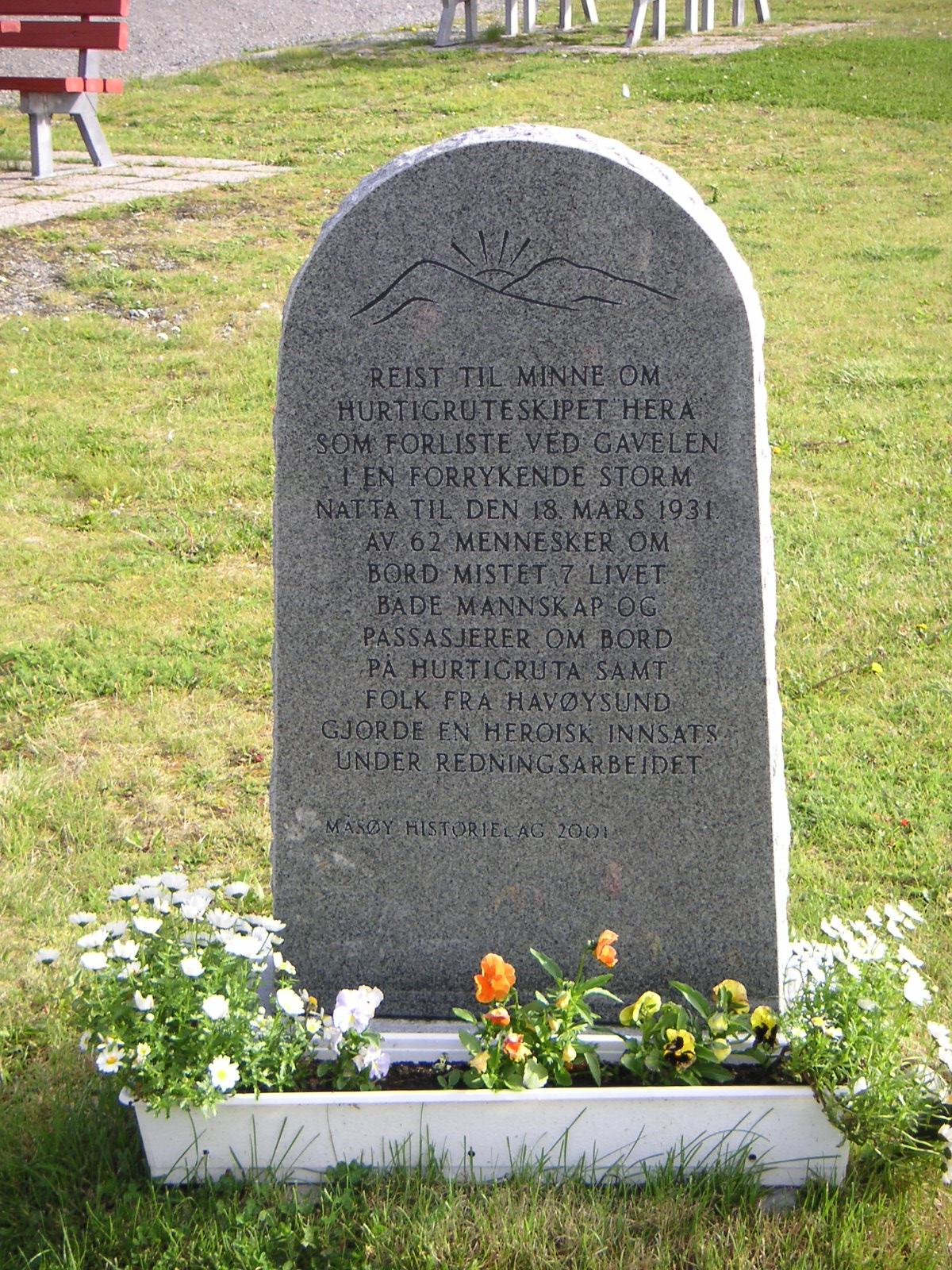
Památník obětem z lodi MS Hera.

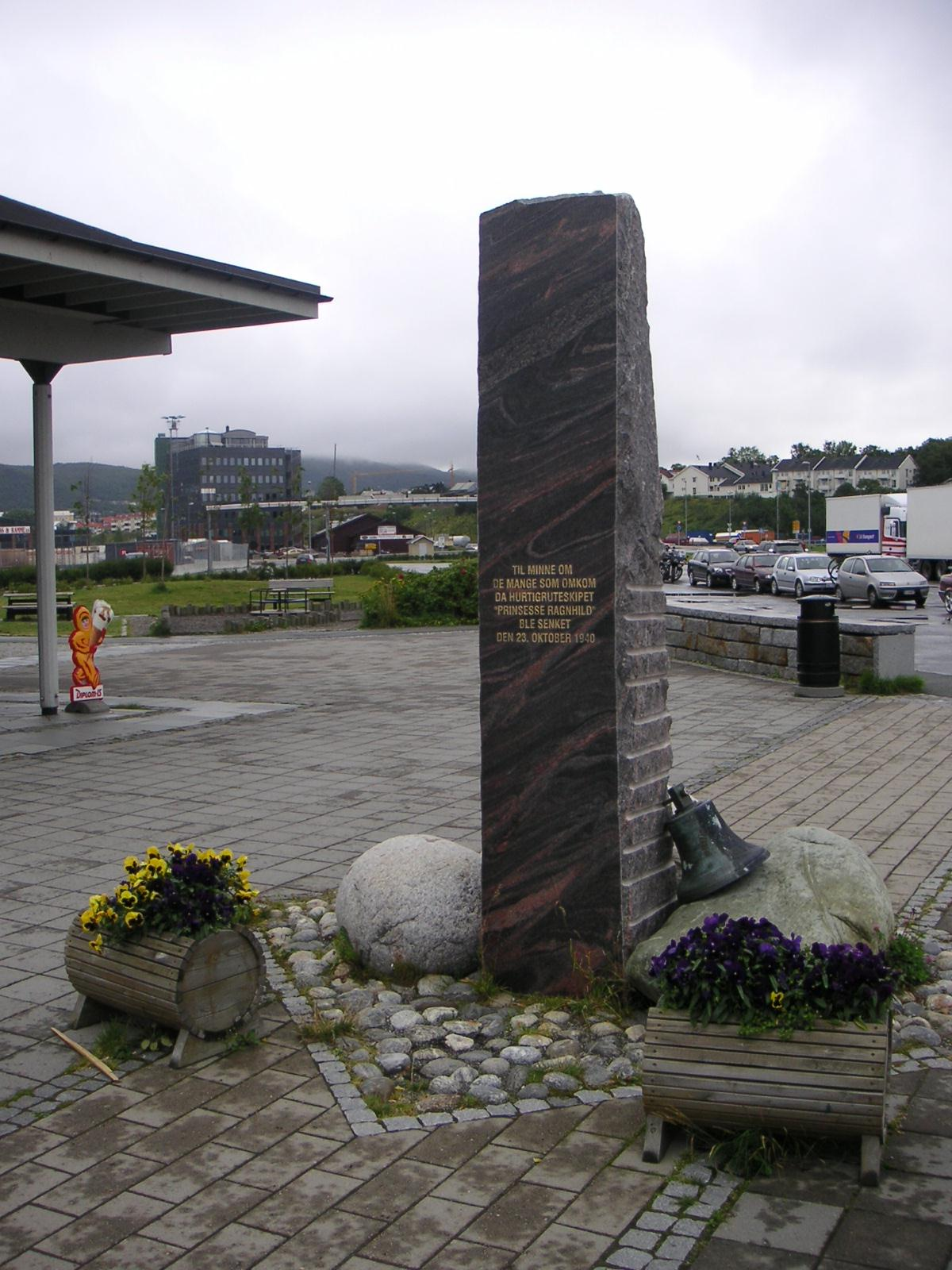
Památník obětem potopené Prinsesse Raghild v Bodø.

Pokud odhlédneme od ztrát při druhé světové válce, zaznamenal Hurtigruten vzhledem k náročným vodám a více než milionu ujetých námořních mil ročně relativně málo tragických nehod. Při samotné druhé světové válce ztratil Hurtigruten deset lodí a dvě byly natolik poškozeny, že již nemohly být nasazeny. Prokázáno bylo přes 430 obětí mezi pasažéry a členy posádky a dle odhadů okolo 200 vojáků, kteří se rovněž nacházeli na palubě.
Následuje seznam nejzávažnějších nehod s oběťmi na životech od spuštění provozu.
Dne 16. června 1924 se okolo 23:00 severně od ostrova Landsgode srazily lodě Hurtigrutenu D/S Haakon Jarl a D/S Kong Harald. D/S Haakon Jarl se potopil a zahynulo 17 lidí.
Dne 6. října 1929 najel D/S Haakon 7 v noci a při špatné viditelnosti před obcí Florø na útes  a potopil se. Utopilo se celkem 18 ze 100 osob na palubě.
Krátce po půlnoci 18. března 1931 najela D/S Hera u Havøysundu na pevninu. Zemřelo devět lidí, 64 se jich zachránilo.
Devět lidí zahynulo při německém náletu na lodě D/S Prins Olav a D/S Ariadne dne 8. června 1940.
Dne 23. října 1940 se krátce po poledni v důsledku exploze ve Vestfjordenu potopila D/S Prinsesse Raghild, pravděpodobně najela na minu. Na palubě bylo okolo 500 osob a z nich se zachránilo jen 156. Toto neštěstí připomíná památník v přístavu v Bodø.
Dne 13. září 1941 se okolo 2:00 mezi Skutvikem a Tranøyem po zásahu britským torpédem potopila D/S Barøy 2. Přežilo jen 18 z přibližně 130 pasažérů.
Rovněž 13. září 1941 byl britským torpédem u Hammerfestu zasažen a potopen D/S Richard With. Zahynulo 99 osob.
Dne 17. října 1941 byla po zásahu torpédem u Hasviku potopena D/S Vesteraalen. Zemřelo 26 členů posádky a 71 pasažérů.
Loď D/S Sanct Svithun (1) se potopila 30. září 1943 okolo 19:00 mezi Ålesundem a Havdou po náletu britského letadla. Neštěstí nepřežilo 38 lidí a 76 se jich zachránilo.
Na palubě D/S Irma přišlo 13. února 1944 o život 35 členů posádky a 25 pasažérů, když byla loď okolo 18:30 zasažena torpédy vypálenými z norské válečné lodi.
Ráno okolo 9:00 dne 24. března 1944 byla před Honningsvågem dvěma britskými torpédy zasažena loď D/S Nordnorge 2. Přežili pouze dva členové třináctičlenné posádky. Pasažéři se na palubě nenacházeli.
Dne 22. září 1954 okolo 2:00 najela D/S Nordstjernen v Raftsundu na pevninu a potopila se. Zemřelo pět z 220 osob na palubě.
Zatímco M/S Erling Jarl kotvila dne 8. ledna 1958 v přístavu v Bodø, rozpoutal se v části s kabinami ničivý požár, který si vyžádal čtrnáct obětí.
Stejně jako předcházející loď stejného jména, potopila se též M/S Sanct Svithun (2). Dne 21. října 1962 najela před Rørvikem na skálu. Zemřelo 42 lidí, zatímco 48 se zachránilo. Po tomto neštěstí neponese žádná další loď Hurtigrutenu toto jméno.
Toto je doposud poslední nehoda vedoucí ke kompletní ztrátě lodi. Od té doby se udály pouze malý nehody a havárie a to bez obětí na životech. Tato pozitivní bilance je z větší části způsobena vyspělými navigačními technologiemi, dobře vyškolenou posádkou a vyššími technickými standardy lodí. Posádka každé lodi Hurtigrutenu prochází každých jedenáct dní při zastávce v Honningsvågu několikahodinovým školením pro nebezpečné situace na moři. Kromě toho absolvují posádky pravidelně výcvik pro různé krizové situace.

## Posádka a pracovní podmínky
Všechny lodě Hurtigrutenu plují pod norskou vlajkou. Jelikož je velká část nákladů pokryta státními dotacemi, má rejdařství zákaz plout pod jinou vlajkou. Také jsou na palubě všech lodí, jen s několika výjimkami, norští důstojníci. Rovněž u zbývajících členů posádky je podíl Norů velice vysoký. V porovnání s ostatními rejdařstvími je počet zaměstnanců velice malý. Lodě Hurtigrutenu mají posádky o 31 (MS Vesterålen) až 85 mužích (MS Finnmarken). Posádka absolvuje dvě okružní plavby, tudíž je na palubě 22 dni a následně má 22 dní volno. Posádky se mění v Bergenu.